# Olsenbande

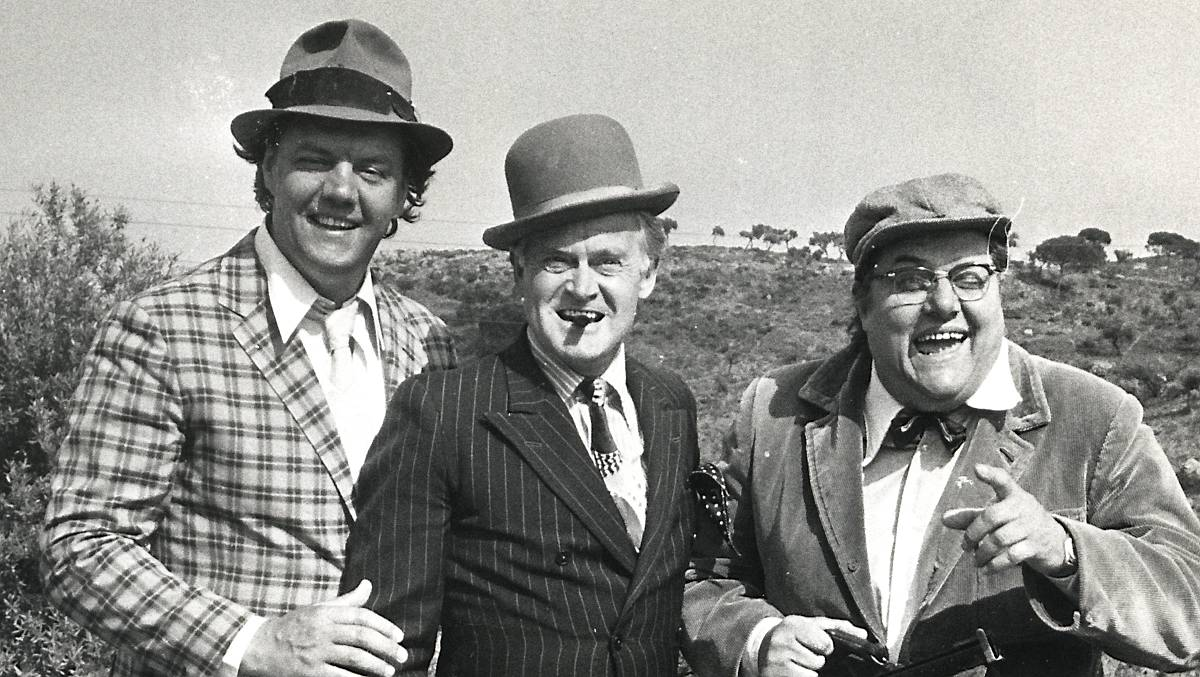
Die Olsenbande (von links: Benny, Egon, Kjeld) auf Mallorca bei Dreharbeiten zum Film Der (voraussichtlich) letzte Streich der Olsenbande.

Als Die Olsenbande wird eine 14-teilige Filmreihe dänischer Gaunerkomödien bezeichnet, die keinen offiziellen Namen trägt. In den von 1968 bis 1998 entstandenen Filmen versucht ein Ganoventrio immer wieder, mit einem von seinem Anführer erdachten „großen Coup“ reich zu werden, scheitert aber stets aus unterschiedlichen und meist skurrilen Gründen.
Die drei Ganoven werden von Ove Sprogøe (Bandenchef und Namensgeber Egon Olsen), Morten Grunwald (Benny Frandsen) und Poul Bundgaard (Kjeld Jensen) dargestellt. Die Drehbücher stammen von Henning Bahs und Erik Balling. Balling führte mit Ausnahme des letzten Drehs bei allen Filmen Regie.
In Skandinavien, Polen, der DDR und in Ungarn wurde die Reihe ein großer Erfolg. Einige der Filme waren auch im westdeutschen, Schweizer und österreichischen Fernsehen zu sehen, erreichten dort aber bei weitem nicht den Bekanntheitsgrad wie in der DDR. Nach Ansicht einiger Experten ist dies wahrscheinlich auf die westdeutsche Synchronisation zurückzuführen, die derjenigen der DEFA qualitativ unterlegen war. Nach der Abwicklung des Deutschen Fernsehfunks (DFF) sendeten neben dem Mitteldeutschen Rundfunk (MDR) fast alle dritten Programme Deutschlands die Filme der Olsenbande in der DEFA-Fassung und trugen damit zu deren Verbreitung auch im Westen Deutschlands bei.
Ab 1969 wurden alle Filme der Serie auch in einer norwegischen Version mit norwegischen Schauspielern verfilmt. Sie verlegte die Handlung von Kopenhagen nach Oslo. Im Anschluss entstand in Norwegen auch eine „Jugendversion“ der Olsenbande, die Olsenbande Junior, die auf der zuvor veröffentlichten 31-teiligen dänischen Fernsehserie Olsen-bandens første kup basiert.

## Entstehungsgeschichte
Die Idee zur Olsenbande hatte Ende der 1960er Jahre der dänische Drehbuchautor Henning Bahs. Er erfand eine Geschichte über drei Kleinganoven, die dieselben Alltagssorgen haben sollten wie jeder „normale“ Mensch. Gemeinsam mit seinem Freund, dem Regisseur Erik Balling, schrieb er das Drehbuch zu dem Film Die Olsenbande (Arbeitstitel: Perlemorderne übersetzt „Perlenmörder“). Als Hauptdarsteller wählten sie Ove Sprogøe, Morten Grunwald und Poul Bundgaard, mit denen sie früher schon Filme gedreht hatten wie: Kaliber 7,65 – Diebesgrüße aus Kopenhagen, Slå først, Frede (auf Deutsch: Schlag zuerst, Frede), 1965; Slap af, Frede (auf Deutsch: Entspann dich, Frede), 1966; Martha, 1967. Diese Filme gelten auch als Vorläufer der Olsenbande.
Der Film hatte am 11. Oktober 1968 Premiere. In Dänemark wurde er ein großer Erfolg, worauf 1969 die Fortsetzung Die Olsenbande in der Klemme gedreht wurde. Weil dieser ebenfalls Erfolg beim Publikum hatte, konnte der erste Film ins Ausland verkauft werden (DDR und Polen 1970, Schweden 1971).
Ab dem dritten Film Die Olsenbande fährt nach Jütland (1971) wurden die Hauptfiguren mit ihren Stärken und Schwächen mehr und mehr gefestigt. Bis 1979 erschien ab da jährlich ein weiterer Film.
1974 sollte die Reihe mit Der (voraussichtlich) letzte Streich der Olsenbande eingestellt werden, allerdings erschien bereits im Folgejahr Die Olsenbande stellt die Weichen. 1981 wurden die Filme Die Olsenbande fliegt über die Planke und Die Olsenbande fliegt über alle Berge veröffentlicht, die eine drei Stunden lange in sich geschlossene Handlung erzählen. Diese Filme waren erneut als Abschluss der Reihe gedacht.
1987 starb die Hauptdarstellerin Kirsten Walther. 1996 drehten Sprogøe, Grunwald und Bundgaard unter Ballings Regie den viereinhalbminütigen Werbefilm Olsen-Bandens spareplan für einen dänischen Energieversorger. Nach den positiven Reaktionen auf diesen Film entstand 1998 Der (wirklich) allerletzte Streich der Olsenbande. Während der Dreharbeiten verstarben der Hauptdarsteller Poul Bundgaard sowie kurz darauf Regisseur Tom Hedegaard. Boundgaard wurde durch ein Double ersetzt. Am 18. Dezember 1998 hatte der Film in Dänemark Premiere.
Außerdem entstanden zur Olsenbande unter anderem eine Kinder-Fernsehserie, ein Kinderfilm, eine Reihe von Computeranimationsfilmen und mehrere Theaterstücke (siehe Wirkungsgeschichte).

## Hauptfiguren und Hauptdarsteller

### Egon Olsen

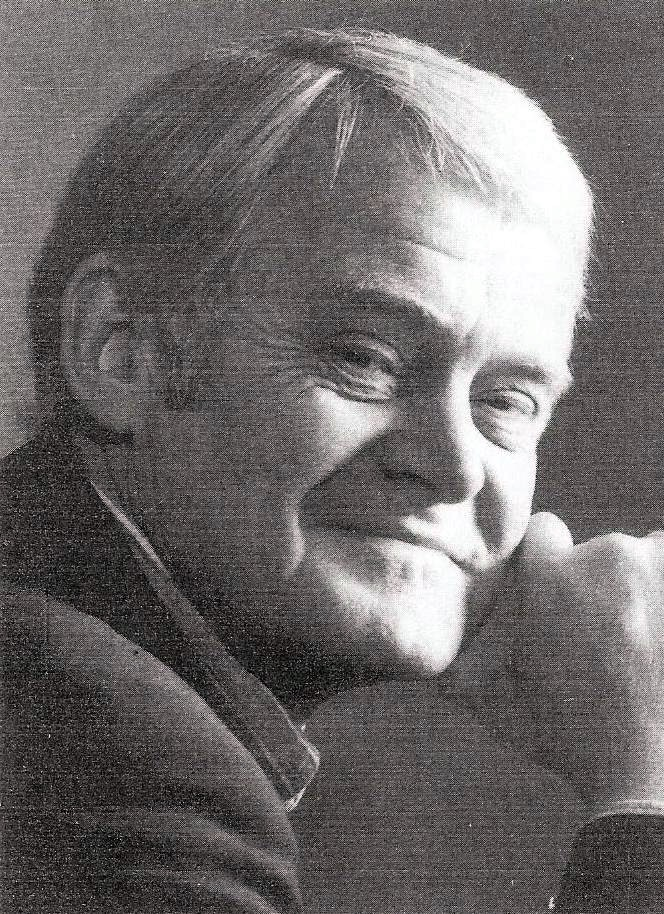
Ove Sprogøe (um 1988)

Egon Olsen, Gentlemanverbrecher mit starkem Repetitionsdrang und Perfektionist, ist Chef und Namensgeber der Olsenbande. Während seiner Aufenthalte im Gefängnis (stets im Vridsløselille Statsfængsel) entwickelt er jedes Mal einen „genialen“ und „todsicheren“ Plan, den er nach seiner Entlassung seinen beiden Komplizen vorstellt. Als einziges Bandenmitglied sucht er Zugang zu „besseren Kreisen“. Seine Markenzeichen sind graue Melone, Nadelstreifenanzug und Zigarre (in den frühen Filmen raucht er sie meistens noch, später zündet er sich eigentlich nur noch zur Feier seiner Entlassung eine Zigarre tatsächlich an) – den kalten Zigarrenstummel behält er selbst dann im Mund, wenn er geknebelt wird.
Egons größte technische Fertigkeit ist das Knacken von Tresoren nur mit Stethoskop und Fingerspitzengefühl am Zahlenschloss, wobei er auf Panzerschränke des Herstellers „Franz Jäger, Berlin“ spezialisiert ist, auf die die Olsenbande immer wieder trifft (siehe Running Gags). Dieser Vorgang folgt einem Ritual: Zunächst reibt sich Egon die Hände mit Talkum ein, dann zieht er zwei lange rote Gummihandschuhe an, dann wird das Stethoskop angelegt, dann geht er in größtmöglicher Stille ans Werk. Als Künstler lässt er sich diese Hilfsmittel von anderen anreichen, meist von Benny und Kjeld.
Egon zeigt sich generell als unterkühlter Pedant, der für seine Gegner, aber nicht selten auch für Verbündete nur Geringschätzung übrig hat. Er lacht selten, komische Situationen bewirken bei ihm eher Befremdung. Witzen, meist von Benny, begegnet er mit Argwohn oder stummer Missbilligung. Im Regelfall bleibt er auch in verzweifelten Situationen der abgebrühte Profi, nüchterne Denker und ehrgeizige Antreiber. Er neigt jedoch bei Missgeschicken – insbesondere wenn Benny, Kjeld oder Yvonne die abgesprochenen Pläne nicht zu seiner Zufriedenhalt einhalten – zu Schimpftiraden (bei denen er über ein beträchtliches Repertoire an Schimpfwörtern verfügt; siehe Running Gags) und mitunter auch zu Zerstörungswut. Wird er von Gegenspielern hereingelegt, ordnet er dem Verlangen nach Rache zumeist alle anderen Ziele unter.
Egon beherrscht die Kunst, anderen das Wort im Mund umzudrehen. Wenn beispielsweise Yvonne sich wieder von ihm lossagen oder ihm seinen Plan ausreden will, überzeugt er sie davon, dass seine Ansichten sich mit ihren doch genau decken. In Film 10 fordert Benny eine Entschuldigung von Egon, nachdem dieser ihm einen Coup absichtlich vermasselt hat. Die Szene endet damit, dass sich Benny bei Egon entschuldigt.
In den späteren Filmen werden häufig Egons fortschreitendes Alter und seine angeblich verminderte geistige Zurechnungsfähigkeit thematisiert. Seine Ansichten und kriminellen Methoden werden – obwohl Egon recht häufig Erfolg damit hat – sowohl von der Bande als auch von ihren Gegnern als nicht mehr zeitgemäß angesehen. Dies endet schließlich mit der Einweisung Egons in eine psychiatrische Anstalt am Ende des 13. Films. Trotzdem wird er im 14. Film von Oberstaatssekretär Hallandsen engagiert, da dessen Ansicht nach Egon der Einzige ist, der noch ordentlich arbeiten kann, auch wenn seine Methoden nicht unbedingt zeitgemäß sind. Im selben Film bezeichnet Inspektor Jensen Egon als Gentleman, mit der Begründung, er habe wenigstens immer nur illegale Verbrechen begangen, nicht wie viele Wirtschaftsverbrecher „heutzutage“, deren Verbrechen legal sind.
Für das Geburtsjahr Egons gibt es zwei Angaben: 1925 oder 1927. Die Anzahl seiner Haftstrafen ist nicht genau feststellbar. Nach Aussage von Benny aus Film 2 saß Egon 1962 (also mit 35 beziehungsweise 37) zum ersten Mal in Haft. Im selben Film feiert er seine zehnte Haftentlassung. Dem widerspricht, dass er am Ende des 10. Films Die Olsenbande steigt aufs Dach seine zehnte Haftstrafe antritt, samt Empfang mit Spalier und Gefängnisband. Insgesamt sitzt er während der Filme 25 Mal im Gefängnis – laut der Filme meistens jeweils etwa sechs bis acht Monate (außer im ersten Film – dort sitzt er zweimal je zwei Jahre und in der Zeit zwischen Film 13 und 14 (17 Jahre), da er nach Ende des 13. Films als unheilbar kriminell in die psychiatrische Abteilung eingewiesen wird). Im achten Film ist die Rede von 20 Verurteilungen. Trotzdem wird er am Ende des zehnten Films feierlich vom Gefängnisdirektor zum zehnten Mal begrüßt.
Egon Olsen ist einer der typischen Antihelden der Filmgeschichte, ein ewiger Verlierer, der immer ein Stehaufmännchen bleibt. Seine Art, Pläne zu entwickeln und durchzuführen sowie auf Rückschläge zu reagieren, ist der Figur Doc Esterhazy aus dem Film-Noir-Klassiker Asphalt-Dschungel, gespielt von Sam Jaffe, entlehnt.
Egon wurde in allen Filmen von Ove Sprogøe (1919–2004) gespielt.

### Benny Frandsen

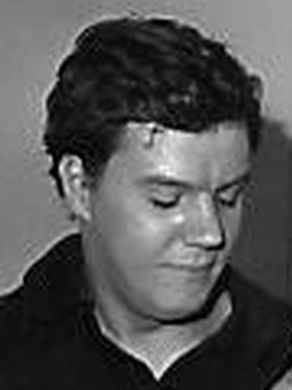
Morten Grunwald (1966)

Benny Frandsen ist eine Art großer Junge mit losem Mundwerk. Als Fahrer der Olsenbande kann er nicht nur ausgezeichnet Autos steuern, sondern zum Beispiel auch Kleinlokomotiven, Kräne oder Panzer. Darüber hinaus ist er ein Experte darin, Getränkeautomaten, Spielautomaten, Parkuhren oder Münzfernsprecher mit Hilfe eines kleinen messingartigen Hebelwerkzeuges zu manipulieren und auch Türen zu öffnen. Dieses kleine Werkzeug bewahrt er ständig in der Brusttasche für das Einstecktuch seines Sakkos auf und gibt es nur äußerst ungern aus der Hand. Bennys Markenzeichen: braunes kariertes Sakko, zu kurze Hosen, gelbe Socken, Schlapphut und ein leicht tänzelnder Gang. Zu kurze Hosen trägt er selbst dann, wenn er seine normale Kleidung gegen eine Verkleidung getauscht hat. Sein Standardspruch (in der DEFA-Synchronisation) lautet „Mächtig gewaltig!“. Im dänischen Original sagt Benny an diesen Stellen „Skide godt“, was übersetzt etwa „Scheiß-gut“ bedeutet.
Benny hält fast immer zu Egon und ist mit allem einverstanden, was Egon tut und sagt. Gibt es Streit zwischen Kjeld und Egon, macht Benny den Vermittler. Nur einmal ist er wirklich sauer auf Egon: als dieser ihm in Film 10 seinen sorgsam ausgeheckten Coup absichtlich vermasselt, um einen Termin im Gefängnis wahrnehmen zu können.
Benny hat weder Familie noch festen Wohnsitz. In Film 1 hat Benny eine Verlobte namens Ulla, mit der er zum Schluss des Films auch ein Kind hat. Aber weder Kind noch Ulla tauchen je wieder auf. In Film 5 verlobt er sich mit einer Ragna, allerdings folgenlos.
Der Darsteller von Benny war in allen Filmen Morten Grunwald (1934–2018).

### Kjeld Jensen

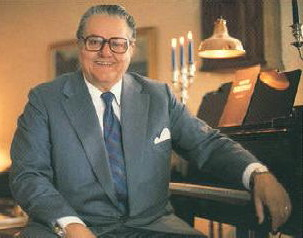
Poul Bundgaard (1991)

Kjeld Jensen ist der einzige Familienvater in der Bande. Er sorgt sich sehr um seine Frau Yvonne (der er sich stets unterordnen muss) und überhaupt um sein Privatleben. Nicht immer sind die Coups der Olsenbande mit seinem Gewissen vereinbar, das Verbrechen ist für ihn lediglich ein Mittel, um seine Familie zu ernähren und seiner Frau ihren oft verschwenderischen Lebensstil zu ermöglichen. In Teil 1 hat er drei Kinder, wovon eines im Kinderwagen sitzt, später hat er nur seinen raffinierten Sohn Børge, der auch gerne an den Coups teilnimmt und dabei nie Fehler macht.
Kjelds Aufgabe ist die Besorgung all jener (oftmals skurrilen) Gegenstände, die die Bande für die Ausführung ihrer Coups benötigt. Diese trägt er stets in einer Hebammentasche bei sich. Er ist deutlich übergewichtig und lässt sich von bereitstehenden Leckereien leicht ablenken. Er trägt ein braunes Jackett, Schiebermütze und Fliege.
Mit seinem eher ängstlichen Wesen bildet Kjeld den Gegenpart zum unerschütterlichen, von sich selbst überzeugten Egon und dem leicht zu begeisternden Benny. Kjelds erste Frage auf Egons neuen Plan lautet oft: „Ist das nicht gefährlich?“. Während des Coups setzt Kjeld zunächst eine professionelle Coolness auf, doch wird es mal richtig brenzlig, kann er regelrechte Angstattacken bekommen und damit das Gelingen in Frage stellen. Meist beißt er sich aber tapfer durch, vor allem, wenn es darum geht, Egon aus einer Klemme zu befreien. Beim einzigen Mal, als er und Benny verhaftet werden, erleidet er einen Panikanfall, der ihn vollkommen handlungsunfähig macht, so dass er bei der Befreiung getragen werden muss.
Kjeld hat oft Streit mit Egon, meistens entweder wegen Yvonne oder weil ihm Egons Pläne zu anstrengend werden. Spricht er dann vom Aufhören, so muss ihn Egon meist nur daran erinnern, dass es seine Aufgabe ist, Yvonne zu beichten, dass wieder alles schiefgegangen ist, um ihn davon abzubringen. Seine wenigen, wirklich unbeschwert glücklichen Augenblicke erlebt Kjeld immer dann, wenn die Olsenbande ausnahmsweise einmal erfolgreich von einem Coup zurückgekehrt ist, alle am heimischen (und gut gedeckten) Wohnzimmertisch versammelt sind und Yvonne ihn für den Einsatz und das dabei erbeutete Geld lobt. Aber diese Momente sind rar gesät und im Regelfall nur von kurzer Dauer, denn meist muss er zusammen mit seinen Kumpanen die Flucht durch „die Hintertür“ antreten, weil die Polizei irgendwie wieder Egon auf die Schliche gekommen ist und nun folgerichtig zu seinem vermuteten Aufenthaltsort anrückt.
Poul Bundgaard (1922–1998) war Kjelds Darsteller. Als er vor Abschluss der Dreharbeiten zum 14. Olsenbandenfilm starb, doubelte ihn Tommy Kenter (* 1950).

### Yvonne Jensen
Yvonne ist Kjelds Ehefrau. Während sie in den ersten beiden Filmen noch Nebenfigur gewesen war, rückte sie seit dem dritten Film mehr in den Vordergrund und wurde so schließlich zur weiblichen Hauptfigur der Filme. Ab dem vierten Film wurde sie für Bahs und Balling einer der Ausgangspunkte für die Entwicklung der Drehbücher.
Yvonnes Markenzeichen sind schrillste Kleidung und ein hohes Maß an Naivität. Eigentlich möchte sie ein ruhiges Familienleben führen, andererseits liebt sie kostspielige Annehmlichkeiten. Dafür benötigt sie die Einnahmen der Bande. Wenn aber Wichtigeres ansteht, etwa eine Familienfeier, kann sie den Geldkoffer auch gedankenlos irgendwo stehen lassen und/oder vergessen. Wird sie zur Rede gestellt, stellt sie sich als Opfer der gehässigen Männerwelt hin oder rechtfertigt sich mit Plattitüden wie etwa der Feststellung, Familie sei doch viel wichtiger als Geld.
Bezüglich der kriminellen Aktivitäten ihres Mannes pendelt sie zwischen kategorischer Ablehnung und lebhafter Zustimmung. So stellt sie sich häufig zunächst gegen Egons neuesten Plan, der sie aber mit kluger Rhetorik nach Belieben manipuliert. Diese Auseinandersetzungen, meist während der Planungen für Egons neuesten Coup in Kjelds Wohnung, werden zu einem Höhepunkt jedes Olsenbandenfilms. Kjeld und Benny verhalten sich dabei eher passiv: Kjeld widerspricht Yvonne niemals, während Benny meist zaghafte, fruchtlose Vermittlungsversuche unternimmt.
Yvonnes naive, weltfremde Borniertheit kann Egon zur Weißglut bringen, bis er wütend das Haus verlässt. In Film 6 verliert er sogar vorübergehend den Verstand, als sich nebenbei herausstellt, dass Yvonne die Kommode, in der sie selbst die Beute versteckt hatte, später versehentlich einem Trödler überlassen hat, wofür sie sich jedoch nicht entschuldigt, sondern die Männer dafür kritisiert, dass sie sie fassungslos anstarren, statt etwas zu unternehmen.
Darstellerin von Yvonne war Kirsten Walther (1933–1987). Nach ihrem Tod schien zunächst ein 14. Olsenbandenfilm nicht mehr machbar. Erst 1998 wurde, ohne die Figur der Yvonne, der endgültig letzte Film gedreht.

### Børge Jensen

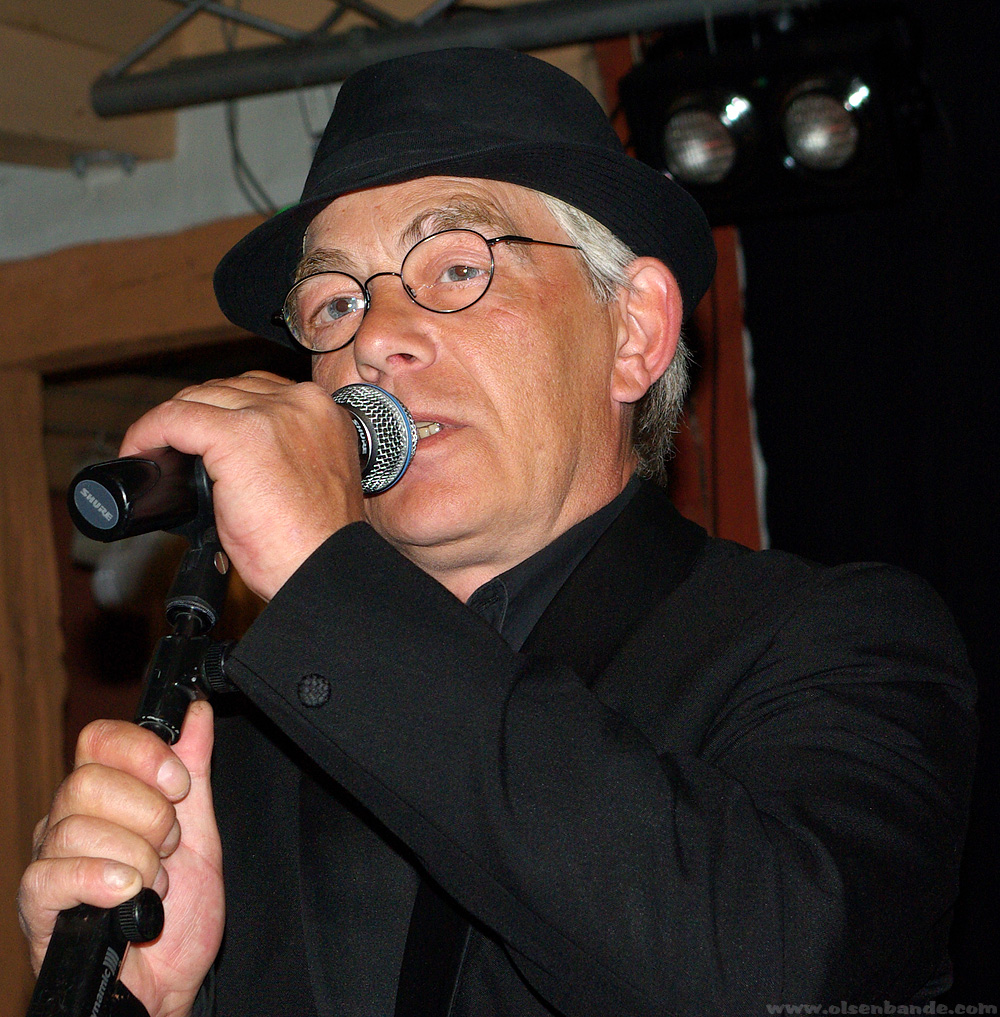
Jes Holtsø (2013)

Børge ist der Sohn von Yvonne und Kjeld. Im ersten Film ist er zehn Jahre alt. Seine Entwicklung wird von Yvonne aufmerksam verfolgt: Børges Konfirmation (Film 4), Berufsausbildung (Film 7), Hochzeit (Film 8) und Nachwuchs (Film 11) sind für Yvonne wesentlich wichtiger als die jeweiligen Coups der Olsenbande.
Obwohl anfangs von den Erwachsenen herablassend als Kind behandelt, betrachtet Børge sich von Anfang an als vollwertiges Mitglied der Bande und erweist sich durch seine Gewitztheit und schnelle Auffassungsgabe oft als unverzichtbarer Helfer – sehr zum Missfallen Yvonnes, die für ihn ein bürgerlich-anständiges Leben vorzieht. Daher beginnt er nach der Schule eine Ausbildung bei der Staatsbahn und gründet eine eigene Familie. Als er im letzten Film wieder auftaucht, ist er allerdings zu einem international gesuchten Finanzbetrüger geworden.
Seine Markenzeichen sind roter Pullover (ab Mitte Film 1), dicke runde Brille und langes blondes Haar (in Film 1 noch alterstypisch, ab Film 3 ist es auffallend schulterlang). In Film 7 lässt er sich vorübergehend eine sportliche Kurzhaarfrisur schneiden, weil Yvonne meint, dass das seine Einstellungschancen verbessert. In Film 8 ist es wieder lang.
Børge wurde von Jes Holtsø (* 1956) gespielt. Nach dem achten Film war er – abgesehen von zwei kleineren Auftritten in den Filmen 11 und 14 – nicht mehr dabei, da Holtsø glaubte, am großen Erfolg der Filme nicht angemessen beteiligt zu werden.

#### Geschwister
Im ersten Film haben Kjeld und Yvonne außer Børge noch den 14-jährigen Sohn Birger sowie eine (und am Schluss noch eine zweite) jüngere Tochter. Dabei spielt Birger eine wesentliche Rolle, da er dem Lebenswandel seiner Eltern mit offenem Missfallen gegenübersteht, sich redlich um ein anständiges Leben bemüht und seinen persönlichen Besitz (begründet) gegen Diebstahl durch die Olsenbande sichert. Am Schluss ist er es, der das Diebesgut bei der Polizei abliefert und die Belohnung kassiert.
In den weiteren Filmen kommen keine Geschwister von Børge vor, im vierten Film wird Børge als Kjelds einziges Kind bezeichnet.

### Harry „Dynamit-Harry“ Frandsen
Bennys Bruder Dynamit-Harry tritt zweimal auf: Im zweiten Film ist er als ebenso trinkfreudiger wie erfolgloser Sprengmeister zu erleben, seine Sprengungen erreichen trotz schwerer Nebenwirkungen nicht das gewünschte Ziel. Im fünften Film kommt Egon (von dem sich Kjeld und Benny vorübergehend losgesagt haben) für eine Weile bei ihm unter, nachdem Harry sich vom Alkohol losgesagt hat und seit acht Monaten trocken ist. In nüchternem Zustand ist er allerdings vollkommen arbeitsunfähig, da er dann viel zu nervös und ängstlich ist.
In den norwegischen und schwedischen Adaptionen der Olsenbande war Dynamit-Harry öfter zu sehen.
Dargestellt wurde er von Preben Kaas (1930–1981), der im dritten Film Betterøv spielte, den stummen Gehilfen des Schrotthändlers Mads Madsen.

### Die Polizei

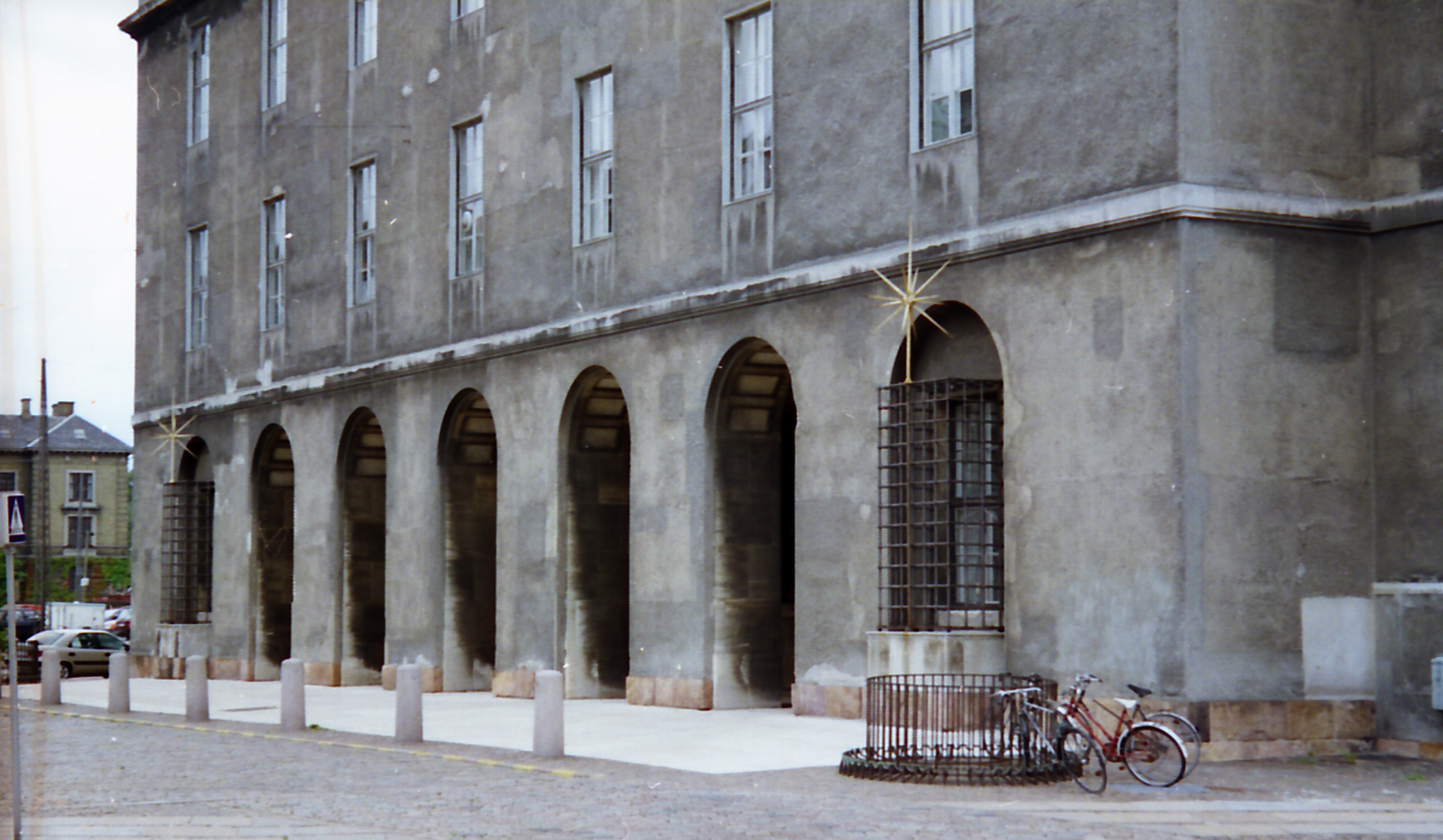
Ein Filmmotiv der Filmreihe: Das Polizeipräsidium (Københavns Politigård) in der Hambrosgade 21 in Kopenhagen

In den ersten beiden Filmen wurde die Polizei durch den pflichtbewussten, aber tollpatschigen Inspektor Mortensen repräsentiert, dargestellt von Peter Steen (1936–2013). Im vierten Film tauchte Mortensen wieder auf, nunmehr von Jesper Langberg (1940–2019) verkörpert. Sein Übereifer führt dazu, dass er am Ende dieses Films in eine Zwangsjacke gesteckt wird und auf Nimmerwiedersehen verschwindet.
Im fünften Film wird die Polizei durch einen noch namenlosen, von Axel Strøbye (1928–2005) verkörperten Kriminalkommissar repräsentiert, der ab dem sechsten Film als Kommissar Jensen bekannt wird (sein Vorname schwankt im Lauf der folgenden Filme zwischen Viggo und William Hermod) und seinen Assistenten Henning Holm – normalerweise gespielt von Ole Ernst (1940–2013), im neunten Film von Dick Kaysø (* 1947) – zur Seite gestellt bekommt. Die Dialoge zwischen den beiden entwickelten sich zu einem der vielen Running Gags der Olsenbandenfilme – während Holm darauf bedacht ist, durch die Aufklärung großer Fälle die Karriereleiter emporzusteigen, rät Jensen seinem „jungen Freund“ stets, dass solche Fälle besser niemals aufgeklärt werden sollten. Stattdessen sollte sich ein Polizeibeamter lieber Dingen wie der Organisation von Betriebsausflügen widmen. Die Entwicklung der Filme gibt mal Jensen, mal Holm Recht: So wird Jensen am Ende des siebten Films wegen des gelungenen Betriebsausflugs befördert und erhält am Ende des achten sogar das Ehrenkreuz. Am Ende ist es trotzdem Holm, der Karriere macht, während Jensen frühzeitig pensioniert werden soll, aber wegen eines Computerfehlers 17 Jahre lang, bis 1998, darauf wartet.

### Gegenspieler der Olsenbande
In den meisten Filmen hatte die Olsenbande neben der Polizei noch einen weiteren Gegenspieler. Waren es anfangs Verbrecher, die ihre Taten mehr oder weniger offen verübten, wie der Mafiaboss Serafimo Motzarella (Harold J. Stone) in Film 2 oder der sogenannte „König“ Victor Emmanuel Jensen (Arthur Jensen) in Film 4, so waren es ab Film 6 immer scheinbar ehrbare Politiker oder Geschäftsleute, die unter der Hand Steuerhinterziehung, Unterschlagung oder illegalen Waffenhandel betrieben. Diese Leute hießen meist Hallandsen, Holm-Hansen oder Bang-Johansen und wurden häufig von Bjørn Watt-Boolsen (1923–1998) dargestellt. Im achten Film ist der Gegenspieler der Olsenbande ein Adliger – der ebenfalls von Watt-Boolsen verkörperte Baron Løvenvold.
Als Handlanger dieser Verbrecher fungiert ab dem sechsten Film das Dumme Schwein. Diesen Namen gab ihm Benny im siebten Film, im Original heißt er „Bøffen“ (= Bulette). Seine einzige Aufgabe ist meist, Egon zu „beseitigen“ und ihm dabei das gestohlene Geld wieder abzunehmen. Obwohl er sehr einfallsreich ist, Egon loszuwerden, können Kjeld und Benny seine Pläne stets in letzter Sekunde vereiteln. Er tritt immer in  Schiebermütze, Weste, Holzfällerhemd und Cordhose auf. Er spricht selten; meist sieht man nur von weitem, wie er sich mit Auftraggebern oder Dritten unterhält. Gegenüber der Olsenbande gibt er stets durch eindeutige Gesten oder Zeichen zu verstehen, was er gerade will. Das Dumme Schwein wurde von Ove Verner Hansen (1932–2016) gespielt, einem bekannten dänischen Sänger und Schauspieler, der bereits im vierten und im fünften Olsenbandenfilm in zwei kleineren Rollen zu sehen war.

## Inhalt

### Handlungsschema
Die Handlungen der einzelnen Filme bauen nicht aufeinander auf, daher sind die Olsenbandenfilme auch keine Serie im engeren Sinn. Vielmehr wird ein immer wieder ähnliches Handlungsmuster wiederholt und neu variiert. Dabei kommt es gelegentlich zu kleinen Unstimmigkeiten zwischen den einzelnen Filmen.
Eine Ausnahme bilden dabei die Filme 12 und 13, die unmittelbar zusammengehören und eine durchgehende Geschichte erzählen. Einen Anknüpfungspunkt zur Handlung des vorangegangenen Films beinhalten auch die Filme 6 und 7, deren Prologe auf Mallorca spielen, nachdem der Bande im Film zuvor jeweils die Flucht dorthin gelungen war.
Das feste Handlungsschema entwickelte sich etwa ab dem dritten bis vierten Film. Spätestens im sechsten Film sind alle Nebenfiguren der späteren Filme vertreten.

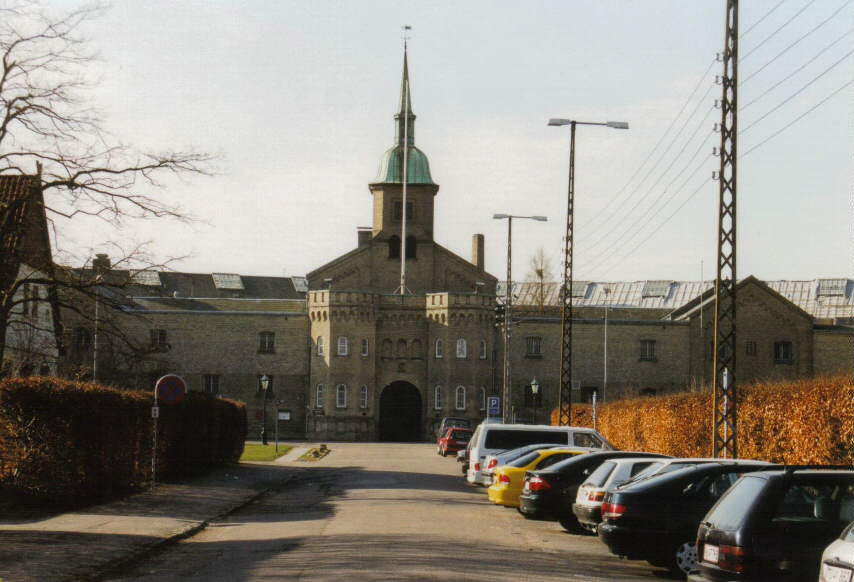
Das Staatsgefängnis Vridsløselille von Albertslund, im Film Hauptwohnsitz von Egon Olsen

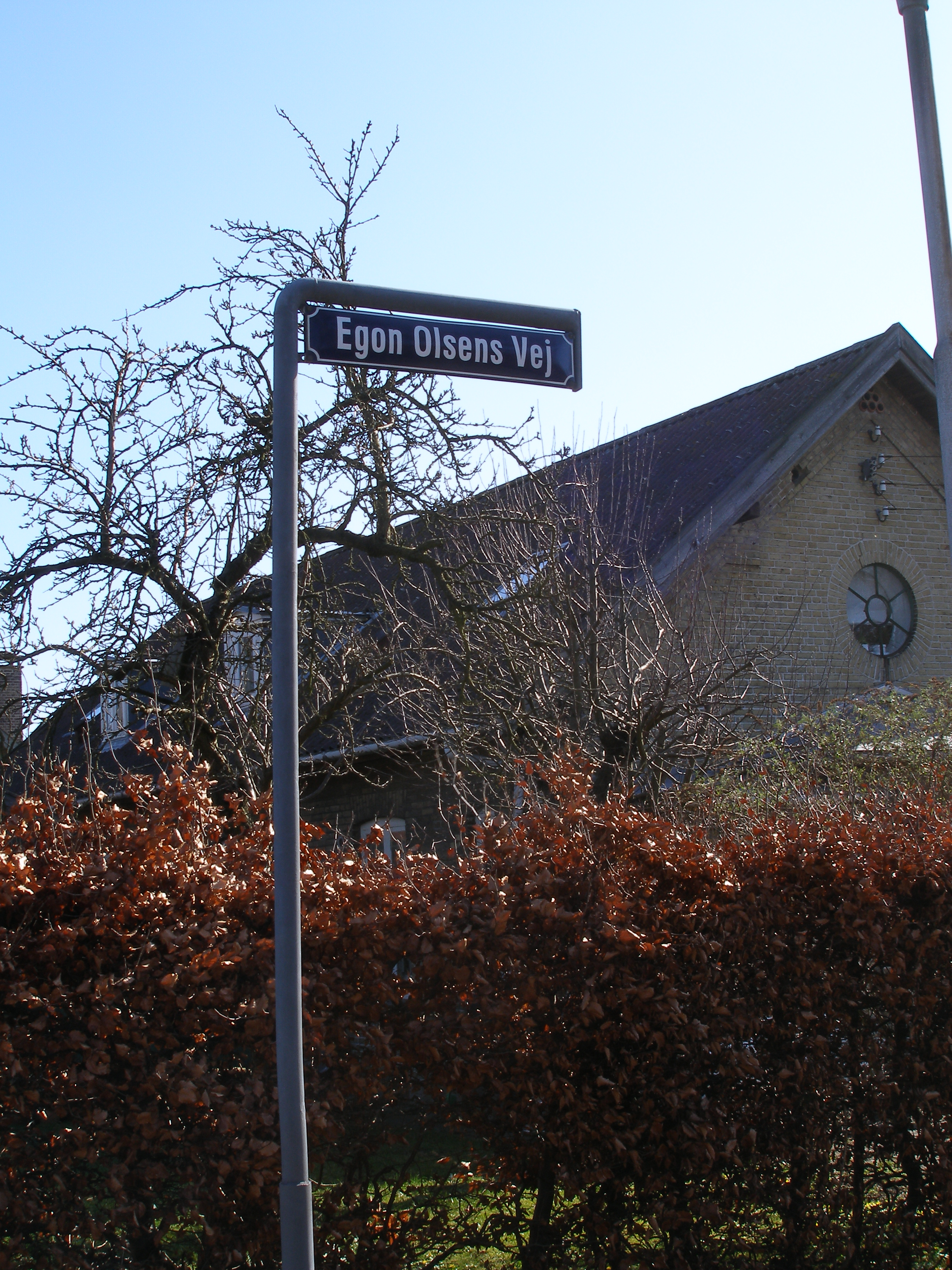
Egon Olsens Vej in Albertslund

In der Regel beginnen die Filme noch vor dem Vorspann mit einer Eröffnungsszene, in der die Olsenbande ein im Vergleich zu Egons Millionenplänen nur kleines Verbrechen begeht. Stets läuft dieser Coup schief, wobei Benny und Kjeld entkommen, während Egon geschnappt wird und hinter Gitter kommt. Es folgen (in der DDR-Fassung) die Eröffnungscredits auf dem gezeichneten Hintergrund einer backsteinernen Gefängnismauer mit einem vergitterten Fenster. In der Originalfassung laufen die Eröffnungscredits stets mit der Ansicht auf das Gefängnis durch, mit einem langsamen Zoom auf das Eingangstor. Danach beginnt der eigentliche Film mit Egons Haftentlassung, manche Filme beginnen direkt mit dieser Szene. Normalerweise wird er dabei von Kjeld und Benny mit Bennys Auto abgeholt, manchmal ist Børge dabei. Die Begrüßungsszene vor dem Gefängnis wird wie vieles in den Olsenbandenfilmen immer wieder variiert. Meist aber winken Benny und Kjeld mit dänischen Fähnchen. Gedreht wurden diese Entlassungsszenen am Staatsgefängnis Vridsløselille im Kopenhagener Vorort Albertslund.
Anschließend fährt die Olsenbande zu Kjelds Wohnung. Diese befindet sich ab dem zweiten Film in einem ärmlichen Hinterhaus im Kopenhagener Stadtteil Valby; im ersten Film wohnten Kjeld und Yvonne im Stadtteil Nørrebro.
In der Wohnung erklärt Egon den Plan, den er während seiner Haft ausgearbeitet hat. Diesen leitet er so gut wie immer mit dem Satz „Ich habe einen Plan“ ein, der in der DDR durch die Beliebtheit des Films sprichwörtlich wurde. In der Regel hält Egon seine Pläne für „genial“ und „todsicher“. Manchmal handelt es sich um eine Auftragsarbeit, die er durch seinen Zellennachbarn (siehe Running Gags) erhalten hat. Yvonne mischt sich fast immer in die Gespräche der Männer ein, allerdings aus unterschiedlichen Gründen. Oft ist es ihr zunächst nicht recht, dass in ihrem Haus Verbrecher verkehren und Taten geplant werden. Dann aber hofft sie doch, die von Egon versprochenen Millionen möglichst schnell zu erhalten, und beginnt schon einmal damit, das Geld auszugeben.
Der Plan selbst wird dann mit ausgesprochen ungewöhnlichen Methoden und Hilfsmitteln ausgeführt, wobei die Olsenbande gegenüber Personen niemals Gewalt oder Waffen anwendet. Meist beruht der Ablauf auf sekundengenau geplanten Ablenkungsmanövern. Egon ist immer perfekt über sämtliche Sicherheitssysteme informiert und weiß, wer welche Schlüssel oder Codes besitzt und in welcher Reihenfolge diese gebraucht werden. Als Ablenkung in der entscheidenden Sekunde kann im einfachsten Fall ein Telefon klingeln, oder ein Pornoheft oder ein Kasten Bier tauchen überraschend vor den Augen der „Opfer“ auf.
Meist klappt es wegen widriger Umstände erst im zweiten Anlauf. Daran schuld sind häufig die „multinationalen Konsortien“, denen die Olsenbande bei ihren Coups gewollt oder ungewollt in die Quere kommt. Diese Kreise, die nach außen hin aus biederen Geschäftsleuten bestehen (meistens dargestellt von Bjørn Watt-Boolsen), wollen Egon schnell und unauffällig beseitigen. Zu diesem Zweck wird das „Dumme Schwein“ gerufen, das daraufhin versucht, Egon auf verschiedenste Weise loszuwerden – ob er nun in Säure aufgelöst (Film 12), in einer Holzkiste nach Australien verschickt (Film 7) oder auf irgendeine andere ausgefallene Weise beseitigt werden soll. Benny und Kjeld können ihn oft erst in letzter Sekunde retten.
Oft klappen Egons Pläne zunächst wie am Schnürchen, und erst anschließend, wenn die Bande das Diebesgut schon besitzt, läuft etwas schief und erzeugt die Verwicklungen, die den Großteil des Filmes ausmachen. Zweimal (in den Filmen 5 und 6) gelingt ihnen sogar erfolgreich die Flucht nach Mallorca. Manchmal sorgt Egon absichtlich dafür, dass er wieder ins Gefängnis kommt, z. B. im Film 8 (um Yvonne als seinem Vormund zu entgehen), Film 9 (um zu verhindern, dass ein anderer den Ruhm für seine Coups einstreicht) oder Film 10 (einmal um seinen Plan vollständig ausarbeiten zu können und ein zweites Mal ohne ersichtlichen Grund, außer der Wut über den fehlgeschlagenen Coup). Meistens sind es Kleinigkeiten (ein leerer Tank im Fluchtfahrzeug oder – wie im Film 7 – eine nicht abgegebene Steuererklärung), die Egons große Pläne zum Scheitern bringen. Dabei wird immer nur Egon gefasst. Nur ein einziges Mal in Film 5 werden Benny und Kjeld verhaftet, von Egon und Børge aber wenig später während eines Gefangenentransports befreit.
Wenn Egon am Ende fast jedes Filmes im Gefängnis landet, dann nur selten wegen des eigentlichen Coups. So wird Egon beispielsweise am Ende des vierten Films wegen „Raubüberfalls mit Gewaltanwendung“ verhaftet, als er versucht, Sonja den Koffer mit der Beute abzunehmen, und nicht wegen des eigentlichen Diebstahls der vier Millionen. Im Film 3, wo ein herrenloser Schatz gehoben wird, wird er verhaftet, weil er nicht bemerkt hat, dass die in dem Bunker gefundenen Dollarnoten gefälscht sind.

### Die 14 Filme

#### 1. Die Olsenbande
Die Olsenbande (Olsen-Banden) – 1968
- Premiere in Dänemark: 11. Oktober 1968 – Premiere in der DDR: 26. Juni 1970
- Länge: 80 Minuten (Dänemark), 79 Minuten (Deutschland)

Der Film beginnt mit einem missglückenden Einbruch in ein Zigarrengeschäft, bei dem nur Egon hinter Gitter wandert. Als er nach zwei Jahren zurückkommt, hat er einen Plan: er will den Kaiseraufsatz stehlen, einen Kunstgegenstand aus dem Erbe der Hohenzollern, der anlässlich einer deutschen Kulturwoche in Kopenhagen ausgestellt und vom trotteligen Polizisten Mortensen bewacht wird. Der Diebstahl glückt, doch auf dem Weg zum Flughafen geht dem Auto der Treibstoff aus, es wird als Falschparker von der Polizei sichergestellt. Die Bande holt den Kaiseraufsatz in der kommenden Nacht heraus und versteckt ihn im Kinderwagen von Kjelds Tochter, den Yvonne jedoch wenig später mitnimmt, als sie Kjeld wütend verlässt. Inzwischen ist auch die Polizei auf ihrer Spur, da Benny ein Bild von sich und seiner Verlobten am Tatort verloren hat. Es kommt zu einer absurden Verfolgungsjagd mit häufigen Fahrzeugwechseln aus Spritmangel. Als die drei den Kinderwagen wieder in die Finger bekommen, ist die Beute nicht mehr darin. Am Ende versöhnen sich alle Paare wieder, Egon wird verhaftet, Mortensen wird degradiert, Birger gibt den Kaiseraufsatz gegen Finderlohn bei der Polizei ab.
Dieser Film, der als Parodie auf James Bond sowie auf die Sex-Welle in Dänemark der späten 1960er Jahre angelegt war, unterscheidet sich in vielerlei Hinsicht noch sehr von seinen Nachfolgern – die Olsenbande verkehrt noch regelmäßig in Connys Bordell, während Frauengeschichten in den späteren Filmen weitgehend ausgespart werden, und außerdem ist er actionreicher als die späteren Filme.

#### 2. Die Olsenbande in der Klemme
Die Olsenbande in der Klemme (Olsen-Banden på spanden) – 1969
- Premiere in Dänemark: 3. Oktober 1969 – Premiere in der DDR: 25. Juni 1971
- Länge: 110 Minuten (Dänemark), 107 Minuten (Deutschland)

Der Film beginnt mit einem Überfall auf eine Sparkasse, die aber bereits von jemand anderem ausgeräumt wird. Der Bankräuber entkommt, Egon wird verhaftet. Als Egon wieder entlassen wird, hat er dem Verbrechen abgeschworen – angespornt durch die hübsche Sozialfürsorgerin Bodil Hansen (Ghita Nørby). Diese verschafft ihm Arbeit in einer Spielzeugfabrik, wo er am Band Gummibälle auf Qualität prüft. Kjeld schließt sich ihm an, nachdem Yvonne ihn dazu überredet hat, und auch Benny entschließt sich zu ehrlicher Arbeit, nachdem ein Überfall mit Harry gründlich schiefgegangen ist. Als Egon in der Fabrik ein Durcheinander verursacht, werden die drei wieder gefeuert und arbeiten dann als Putzkräfte in einer Bank, wo sie ungewollt Zeugen eines Banküberfalls und der Tat beschuldigt werden. Es gelingt ihnen, aus purer Rache den Cellokasten mit der Beute in ihren Besitz zu bringen. Zur gleichen Zeit erfährt Mortensen, dass die Beute in den Kronjuwelen besteht, die heimlich verkauft werden sollten. Bodil hat endlich das Thema für ihre Doktorarbeit gefunden: den amerikanischen Mafioso Motzarella (Harold J. Stone). Sie nimmt Kontakt zu ihm auf und überredet ihn, sich der Polizei zu stellen. Dort gibt Motzarella zu, den Diebstahl der Kronjuwelen organisiert zu haben. Gleichzeitig bietet er an, gegen entsprechende Prozente, für ihren Verkauf zu sorgen. Bodil fliegt mit ihm nach Amerika und die Anklage gegen die Olsenbande wird fallengelassen. Nur Egon wird wegen der auf der Jagd nach dem Cellokasten begangenen Sachbeschädigungen, Verstöße gegen die StVO und anderem verhaftet.

#### 3. Die Olsenbande fährt nach Jütland
Die Olsenbande fährt nach Jütland (Olsen-Banden i Jylland) – 1971
- ZDF: Goldgräber am Nordseestrand
- Premiere in Dänemark: 8. Oktober 1971 – Premiere in der DDR: 30. Juni 1972
- Länge: 100 Minuten (Dänemark), 98 Minuten (DEFA), 90 Minuten (ZDF)

Im Gefängnis hat Egon den Plan eines Küstenbunkers der deutschen Wehrmacht aus dem Krieg in die Finger bekommen, in dem ein Schatz liegt. Um ihn zu heben, fährt die Olsenbande nach Jütland – in einem gestohlenen Lastwagen, da Yvonne darauf besteht, auf eine so weite Reise einen Großteil ihres Haushaltes mitzunehmen. Nach langer Suche finden sie durch Zufall den richtigen Bunker, doch der Zugang zum Schatz ist nur unter Wasser oder über ein militärisches Sperrgebiet möglich. Sie verbünden sich mit dem Schrotthändler Mads Madsen (Karl Stegger), der ihnen gegen die Hälfte des Schatzes einen schrottreifen Wagen und eine uralte Taucherausrüstung stellt. Gleichzeitig ist auch ein anderes Gaunerpaar hinter dem Schatz her, ihnen fehlt jedoch Egons genauer Plan, so dass sie einander ständig in die Quere kommen. Nach etlichen Verwicklungen kann die Olsenbande den Schatz an sich bringen, der aus einer Kiste mit Goldbarren und einem Koffer mit Dollarnoten besteht. Madsen überredet sie, das leichter zu handhabende Geld zu nehmen und ihm das Gold zu überlassen. Während Egon das Geld umtauschen geht und die anderen auf ihn warten, findet Børge heraus, dass es gefälscht ist. Der Rest der Bande kann rechtzeitig fliehen, Egon wird verhaftet.

#### 4. Die Olsenbande und ihr großer Coup
Die Olsenbande und ihr großer Coup (Olsen-Bandens store kup) – 1972
- Premiere in Dänemark: 6. Oktober 1972 – Premiere in der DDR: 26. Juni 1973
- Länge: 98 Minuten (Dänemark), 97 Minuten (Deutschland)

Egon erleichtert einen reichen Fußballfan um dessen Sammlung von Tafelsilber, während dieser durch die TV-Übertragung des Spiels Dänemark gegen Schweden vollkommen abgelenkt ist. Doch nicht nur, dass ein anderes Gaunertrio, bestehend aus dem „König“ Victor Emmanuel Jensen (Arthur Jensen), dem „Knappen“ Emil Boldoni (Poul Reichhardt) und dessen Schwester Sonja (Annika Persson), ihnen die Beute abnimmt – Egon wird auch noch wegen einer plötzlichen Übertragungsstörung entdeckt und verhaftet. Nach seiner Entlassung hat er einen Plan und stiehlt 4 Millionen an Steuergeldern aus einem zuvor präparierten gepanzerten Transport trotz Polizeischutz. Doch wieder bringt der „König“ die Beute an sich, nachdem die Bande sie unauffällig im Schwimmbad versteckt hat, dabei jedoch beobachtet wurde. Egon holt sie mit Hilfe der Polizei wieder aus dem Schließfach der Bank. Als die Bande jedoch fliehen will, lässt Yvonne, die nur an Børges Konfirmation denkt, den Koffer mit den Millionen stehen. Nach einigen Kofferverwechslungen kann Sonja das Geld an sich bringen. Egon versucht, ihn ihr im letzten Moment aus der Hand zu reißen und wird dabei verhaftet, während Sonja nach Mallorca entkommt und Emil und Victor Emmanuel ihre im Hotel aufgehäuften Schulden mit Tellerwaschen begleichen müssen. Die Polizei zahlt Yvonne den Schaden, den Emil in ihrer Wohnung angerichtet hat, im Glauben, es sei Mortensen gewesen. Dieser wird in eine Zwangsjacke gesteckt und verschwindet auf Nimmerwiedersehen.

#### 5. Die Olsenbande läuft Amok
Die Olsenbande läuft Amok (Olsen-Banden går amok) – 1973
- Premiere in Dänemark: 5. Oktober 1973 – Premiere in der DDR: 21. Februar 1975
- Länge: 101 Minuten (Dänemark), 100 Minuten (Deutschland)

Egon will ein Kino überfallen. Der Coup geht schief, als Harry auftaucht. Nach Egons Entlassung wartet nur Harry, der nach dem misslungenen Überfall zu trinken aufgehört hat, am Tor; Benny und Kjeld wollen mit den beiden nichts mehr zu tun haben, denn Benny plant Ragna (Birgitte Federspiel) zu heiraten, die wenig attraktive Tochter des Ladenbesitzers Kvist (Ejnar Federspiel), um dessen Laden zu übernehmen. Egon lässt sich also auf einen Plan von Harry ein. Dort wartet eine Überraschung: Der Tresor steht in Kvists Laden und ist leer. Als der Lärm Kvist weckt, ist Egon bereits gegangen und er entdeckt nur Benny und Kjeld neben dem offenen Safe, weshalb er sie verhaften lässt. Egon befreit sie mit Børges Hilfe und so schließen sie sich doch Egons Plan an. Es geht um die Millionen, die ein gewisser Hallandsen, ein hohes Tier auf dem schwarzen Markt, gebunkert hat. Doch nicht nur die Olsenbande ist hinter ihm her, sondern auch die Polizei, weshalb der Coup schnell ausgeführt werden muss. Es ist bereits alles vorbereitet, als die Familie Kvist wieder auftaucht.
Egon stellt seine Freunde vor die Wahl: Er oder die Kvists. So ist Egon gezwungen, seinen Plan allein durchzuführen, was ihm auch gelingt – bis sich herausstellt, dass auch bei Familie Kvist nicht das erhoffte Geld zu holen ist. Als Benny und Kjeld Egon einholen wollen, verraten sie ungewollt seine Anwesenheit und er wird im Kühlhaus eingeschlossen. Mit Harrys Hilfe wollen sie das Kühlhaus aufsprengen. Als sie ihn auf dem Weg in einen Bierwagen sperren, beginnt Harry wieder zu trinken, dennoch (oder gerade deshalb) gelingt es ihnen, Egon lebend aus dem Kühlhaus zu holen. Mittlerweile hat die Polizei Hallandsens Büro gestürmt, doch es gelingt nicht, den Tresor zu öffnen. Als Jensen nach Egon schickt, in der Hoffnung, dieser könne ihn knacken, verstecken Kjeld und Benny das Geld im Mülleimer. Am Ende gelingt der Olsenbande zwar die Flucht nach Mallorca, das Geld landet aber in der Müllverbrennungsanlage. Als Benny Egon dies während des Fluges beichtet, gerät das Flugzeug bei Egons darauf folgendem Wutanfall auf Schlingerkurs.

#### 6. Der (voraussichtlich) letzte Streich der Olsenbande
Der (voraussichtlich) letzte Streich der Olsenbande (Olsen-Bandens sidste bedrifter) – 1974
- Premiere in Dänemark: 4. Oktober 1974 – Premiere in der DDR (Fernsehen): 25. Dezember 1977
- Länge: 98 Minuten (Dänemark), 91 Minuten (Deutschland)

Da die Olsenbande am Ende der vorangehenden Folge fast ohne Geld auf Mallorca eingetroffen ist, will Egon dort „Schweine-Hansen“ überfallen, der mit opulenten Schlachtfesten für dänische Touristen gute Geschäfte macht. Doch kaum hat er den Tresor geöffnet, stellt Yvonne ihm ihre Urlaubsbekanntschaften vor – dummerweise zwei Polizisten, die ihn sofort festnehmen. Als Egon wieder entlassen wird, lässt er Benny und Kjeld links liegen und arbeitet für den nach außen hin ehrenwerten Geschäftsmann Holm-Hansen jr. (Bjørn Watt-Boolsen), für den er die weltweit gesuchten Bedford-Diamanten aus einem Schweizer Tresor holen soll. Doch sobald der Schweizer Mittelsmann die Diamanten in den Händen hält, löst er Alarm aus und lässt Egon zurück, der einer Verhaftung nur knapp entgeht. Gemeinsam mit Kjeld und Benny stiehlt Egon die Diamanten, nachdem Holm-Hansen sie an einen arabischen Scheich verkauft hat. Doch als er sie Holm-Hansen genüsslich unter die Nase halten will, stellt sich heraus, dass Yvonne die Juwelen bereits woanders versteckt hat. Holm-Hansen beauftragt das „Dumme Schwein“ mit Egons Vernichtung, weil dieser zu viel weiß. Das wird umso leichter, als Egon den Verstand verliert, als sich herausstellt, dass Yvonnes Versteck, eine alte Kommode, mittlerweile von einem Trödler abgeholt wurde. Benny und Kjeld können die Kommode zurückkaufen und anschließend Egon retten, bevor er im Kanal versenkt wird. Dabei kommt Egon wieder zur Vernunft und hat einen neuen Plan: Benny und Kjeld verkleiden sich als Polizisten und bringen Egon nach einem angeblichen Geständnis zu Holm-Hansen. Während Benny Holm-Hansens Aussage aufnimmt, bringen Egon und Kjeld das Geld an sich. Holm-Hansen meldet den Raub der Polizei, die im Tresor die Bedford-Diamanten findet und Holm-Hansen verhaftet. Nur in dieser Folge (die – wie im Titel schon deutlich wird – die letzte der Reihe werden sollte) gelingt also der Coup und die Flucht nach Mallorca, wenn auch nach vielen Verwicklungen.
Das Wort voraussichtlich wurde im deutschen Titel eingefügt, weil dieser Film in der DDR erst nach dem nachfolgenden erschien.

#### 7. Die Olsenbande stellt die Weichen
Die Olsenbande stellt die Weichen (Olsen-Banden på sporet) – 1975
- ZDF: Auf den Schienen ist der Teufel los
- Premiere in Dänemark: 26. September 1975 – Premiere in der DDR: 12. November 1976
- Länge: 104 Minuten (Dänemark, DEFA), 92 Minuten (ZDF)

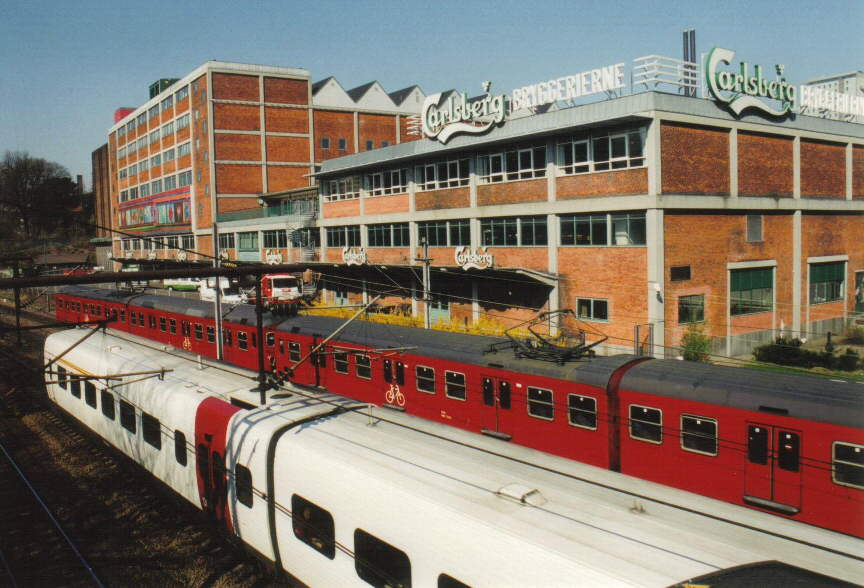
Die Carlsberg-Brauerei: Hierhin schickte die Olsenbande den Ausflugswagen der Polizei.

Aus dem geplanten ruhigen Leben auf Mallorca wird nichts – das „Dumme Schwein“ (Ove Verner Hansen) stiehlt die Millionen für seinen Auftraggeber, die Firma Multi-Scan. Als Egon es zurückholen will, wird er, ganz wie es das „dumme Schwein“ geplant hatte, verhaftet. Das Geld der Olsenbande soll in Form von Goldbarren per Bahn in einem Tresorwagen der Firma „Franz Jäger, Berlin“ ins Ausland gebracht werden. Egon, der im Gefängnis den gesamten Fahrplan der Dänischen Staatsbahn auswendig gelernt hat, will sie sich zurückholen. Er hat auch schon einen Abnehmer gefunden: Ein Norweger, der ihnen dafür die Aktienmehrheit seiner Firma abtreten will. Aufgrund einer Fahrplanänderung (Umstellung vom Winter- auf den Sommerfahrplan) droht der ganze Plan zu scheitern, so dass die Olsenbande im Netz der Staatsbahn ein heilloses Chaos anrichtet. Darüber hinaus muss die Olsenbande noch den Ausflugswagen von Kommissar Jensen abkuppeln, der sich hinter dem Tresorwagen befindet. Am Ende findet die Polizei, der Yvonne den Diebstahl der Millionen gemeldet hatte, das Geld wieder. Doch nur wenig später erscheint ein Herr vom Finanzamt und Egon wandert hinter Gitter, da er die geforderten Steuernachzahlungen und Steuerstrafen nicht zahlen kann. Nur Yvonne ist glücklich, denn Børge hat nach dem ganzen Chaos eine Lehrstelle bei der dänischen Staatsbahn bekommen.

#### 8. Die Olsenbande sieht rot

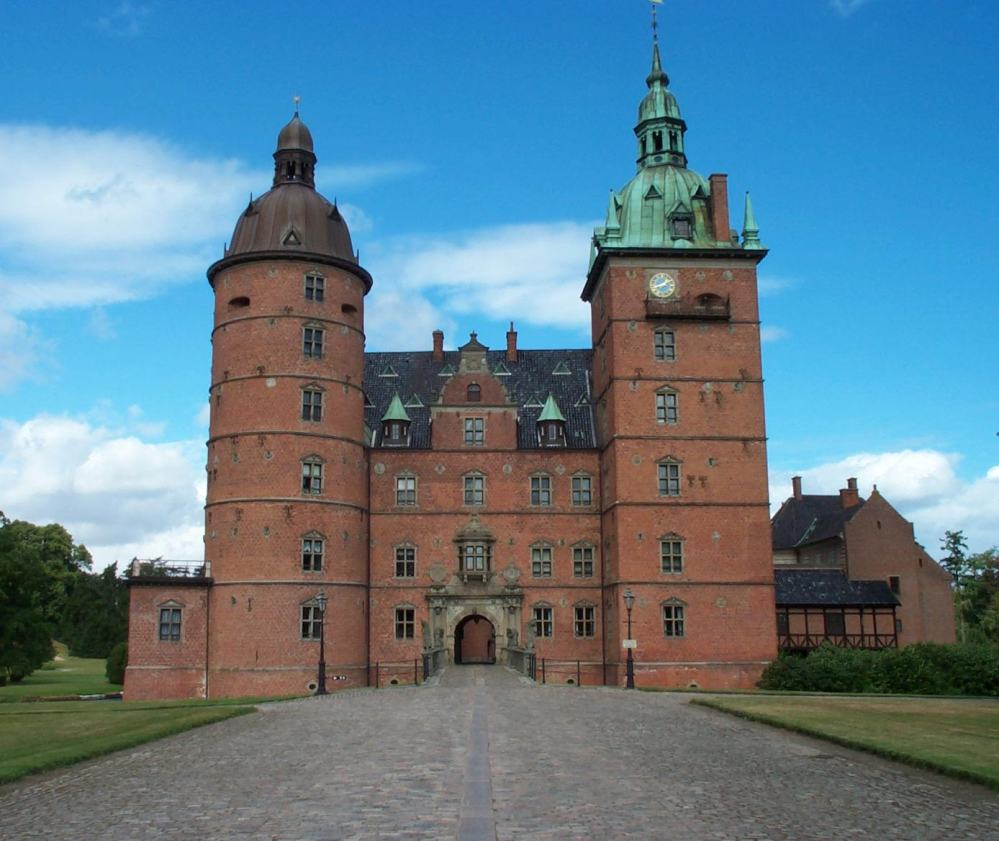
Schloss Vallø bildete die Kulisse für das fiktive Schloss Borreholm

Die Olsenbande sieht rot (Olsen-Banden ser rødt) – 1976
- ZDF: Schlagbohrer mit Musik
- Premiere in Dänemark: 1. Oktober 1976 – Premiere in der DDR (Fernsehen): 22. Dezember 1979
- Länge: 101 Minuten (Dänemark, DEFA), 91 Minuten (ZDF)

Egon soll im Auftrag von Baron Løvenvold (Bjørn Watt-Boolsen) eine wertvolle chinesische Vase stehlen. Der Coup wird ausgeführt, doch wieder hintergeht man Egon: Die Vase war eine Fälschung, der Baron wollte das Geld der Versicherung kassieren und die echte Vase heimlich verkaufen. Egon lässt er verhaften. Da Børge heiraten will (seine Freundin Fie ist bereits schwanger), muss schleunigst Geld her, so dass Yvonne Egons Vormundschaft übernimmt, um ihn aus dem Gefängnis zu holen, worüber dieser nicht gerade glücklich ist. Egon ist nun seinerseits hinter der Vase her – ein Einbruch im Schloss des Barons geht schief, da Egon ohne Lesebrille seinen Plan nicht lesen kann und so in eine alte Falle tappt. Nachdem Benny und Kjeld ihn befreit haben, plant er einen Einbruch im Königlichen Theater in Kopenhagen, wo er sich sowohl die Vase als auch das Geld, das dafür gezahlt werden soll, holen will. Diese Szene gilt als die beste aller Olsenbandenfilme – während die Ouvertüre zum Schauspiel Elverhøj von Friedrich Kuhlau gespielt wird, arbeitet sich die Olsenbande im Takt der Musik mit Hilfe von Brecheisen und Sprengsätzen unbemerkt bis in den Zuschauerraum vor, wo sie die Vase und das Geld an sich nehmen kann. Børges und Fies Hochzeit wird ein Erfolg. Als Egon die Vase, auf die eine Belohnung ausgesetzt ist, zur Polizei bringen will, lässt die tollpatschige Fie sie fallen. Dafür entdeckt die Bande später, dass Fie statt des Reisegepäcks den Koffer mit dem Geld mitgenommen hat. Als Yvonne Egon ankündigt, sich in ihrer Eigenschaft als Vormund mehr um ihn zu kümmern, beschließt er, lieber wieder ins Gefängnis zu gehen.

#### 9. Die Olsenbande schlägt wieder zu
Die Olsenbande schlägt wieder zu (Olsen-Banden deruda) – 1977
- ZDF: Butter, Brot und Bonzen
- Premiere in Dänemark: 30. September 1977 – Premiere in der DDR: 19. Juni 1981
- Länge: 101 Minuten (Dänemark, DEFA), 91 Minuten (ZDF)

Anfangs geht ein Einbruch der Olsenbande schief, da Egon sich an eine Zahl, die zum Öffnen des mathematischen Schlosses benötigt wird, nicht mehr erinnern kann. Als er wieder rauskommt, muss er erfahren, dass Benny und Kjeld sich von Yvonnes 32-jährigem Neffen Georg (Claus Ryskjær) als neuem Bandenchef haben einspannen lassen, in der Meinung, Egon werde zu alt für das Geschäft. Georg ist aus den USA eingereist, setzt auf modernste Computertechnik und lässt Egon nur als Helfer an seinem nächsten Coup teilnehmen. Aus Ärger darüber sabotiert Egon den Computer und eröffnet Benny und Kjeld seinen Plan: Die EG will ihren Butterberg zu Wucherpreisen in armen Ländern verkaufen, Egon will das dafür eingeflogene Geld stehlen. Zwar gelingt der Coup, doch als sich ein gewisser Archibald Hansen einmischt, der Egons Pläne einfach kopiert, sind sie das Geld wieder los. Der Geldkoffer wird im Hochsicherheitstresor der Kopenhagener Filiale der Weltbank verwahrt. Egon überredet Georg zur Zusammenarbeit, um das Geld dort herauszuholen, und der Coup gelingt knapp. Beim Zusammentreffen der beiden Banden werden nur Hansen und das „Dumme Schwein“ verhaftet. Hansen hasst Egon wegen dessen Bekanntheit und möchte ihm dann wenigstens seinen Ruhm abspenstig machen, indem er alle von Egon durchgeführten Coups selbst gesteht. Aus gekränkter Eitelkeit stellt sich Egon freiwillig. Derweil haben Benny und Kjeld das Geld in einem Waschsalon in einer Waschladung versteckt, müssen dann jedoch das Weite suchen. In der Zwischenzeit setzt Yvonne die von den Männern „vergessene“ Wäsche in Gang, und das Geld wird vernichtet.

#### 10. Die Olsenbande steigt aufs Dach
Die Olsenbande steigt aufs Dach (Olsen-Banden går i krig) – 1978
- Premiere in Dänemark: 6. Oktober 1978 – Premiere in der DDR (Fernsehen): 28. Dezember 1981
- Länge: 102 Minuten

Anlässlich des Geburtstags der Königin gewährt man Egon Straferlass – worüber er gar nicht glücklich ist, denn in der folgenden Woche sollte ein Rechtsanwalt in Egons Zelle verlegt werden, von dem Egon sich Informationen erhofft. Ihm bleibt nichts übrig, als Benny dessen ersten eigenen (genialen) Coup zu vermasseln, um wieder hinter Gittern zu landen. Tatsächlich kommt er darauf mit einem Plan zurück: Er soll für Bang-Johansen (Bjørn Watt-Boolsen) einen Mikrofilm aus der so genannten Reichsregistratur stehlen. Dieser Mikrofilm enthält die Pläne der „Operation Daisyland“, die Dänemark von einem Staat in einen Freizeitpark umbauen will. Aufgrund einer Verwechslung kann er den Film aber nicht wie verabredet übergeben und wird vom „Dummen Schwein“ aufs Zifferblatt der Uhr des Kopenhagener Rathausturms gestellt, bis er entweder den Aufbewahrungsort des Films preisgibt oder vom großen Zeiger hinuntergestoßen wird. Kjeld und Benny können ihn retten. Dabei gelingt es ihnen auch, das Geld zu stehlen, das für den Film gezahlt werden sollte. Wenig später wird Egon versehentlich verhaftet und erst freigelassen, als festgestellt wird, dass der Haftbefehl bereits fallen gelassen worden war. Beim Verlassen des Präsidiums lässt Egon allerdings den Geldkoffer stehen, und der ihm hinterhergetragene gleichartige Koffer enthält nur Jensens Angelausrüstung. Aus Wut darüber schmeißt Egon in der Stadt ein Schaufenster ein und wird erneut verhaftet. Am Gefängnistor wird er mit einem Festakt zu seinem zehnten Aufenthalt begrüßt.

#### 11. Die Olsenbande ergibt sich nie
Die Olsenbande ergibt sich nie (Olsen-Banden overgiver sig aldrig) – 1979
- ZDF: Dänemark wird ruiniert
- Premiere in Dänemark: 26. Dezember 1979 – Premiere in der DDR: 7. Januar 1983
- Länge: 105 Minuten (Dänemark, DEFA), 91 Minuten (ZDF)

Egon will eine Versicherungsgesellschaft überfallen. Was er nicht rechtzeitig wusste: der alte Chef ist gestorben und der Neue arbeitet nicht mehr mit Bargeld, so dass der Tresor leer ist. Benny und Kjeld fliehen, Egon wird verhaftet. Im Gefängnis besucht er einen Trainingskurs für Führungskräfte und will sich nach seiner Entlassung im Aktiengeschäft versuchen. Eine Firma will ihm für eine gewisse Handelsbilanz, die Egon beschaffen soll, die Aktienmehrheit des renommierten Kopenhagener Kaufhauses Magasin du Nord übertragen. Doch Egon wird hereingelegt – das Kaufhaus ist bankrott und wird geschlossen. Die Jagd nach den Aktien führt die Olsenbande ins EG-Hauptquartier nach Brüssel. Als die Aktien dann aus lauter Unvorsicht von der Polizei gefunden werden, beschaffen sich Benny und Egon einen Panzer der dänischen Armee. Während Kjeld im Krankenhaus auf die Geburt seines Enkels wartet, fahren Benny und Egon im Panzer direkt vor das Haus des Premierministers von Dänemark, wo gerade die Konferenz der EG-Regierungschefs stattfindet. Mit Hilfe von Kommissar Jensen, einem lachenden Kanonenrohr und dem Inhalt eines übervollen Aschenbechers auf dem Teppichboden der Gattin des Premierministers gelingt es Egon, die Aktien wiederzubeschaffen. Letzten Endes ist die Jagd erfolglos – Aktien wie Bilanzen sind nichts mehr wert, als Dänemark aus der EG ausgeschlossen wird. Egon wird schließlich als Besitzer nichtexistenter Firmen wegen Steuerhinterziehung verhaftet.

#### 12. Die Olsenbande fliegt über die Planke
Die Olsenbande fliegt über die Planke (Olsen-Bandens flugt over plankeværket) – 1981
- Premiere in Dänemark: 16. Oktober 1981 – Premiere in der DDR: 25. Mai 1984
- Länge: 93 Minuten

Egon will nicht wieder ins Gefängnis zurückkehren (da ihm dort die Einweisung in die psychiatrische Abteilung droht) und plant seinen unwiderruflich letzten Coup – den Diebstahl von unterschlagenem Geld aus dem Tresor der Versicherungsfirma Hoher Norden. Das Geld befindet sich im Koffer des Vizedirektors Hallandsen, der es auf einer Dienstreise nach Paris bringen will. Das erfordert mehrere Versuche, da der Pförtner der Gesellschaft, das „Dumme Schwein“, es immer wieder schafft, Egon zu überfallen und den Koffer zurückzubringen. Schließlich gelingt es der Olsenbande, den Koffer und Hallandsens Trenchcoat am Flughafen mitgehen zu lassen. Doch der Koffer enthält kein Geld mehr, dafür aber einen Umschlag mit Dokumenten, die beweisen, dass die Firma an illegalen Waffengeschäften internationalen Ausmaßes beteiligt ist. Egon will dem Direktor die Papiere verkaufen, doch seine List geht nicht auf und er wird dem „Dummen Schwein“ zur endgültigen Beseitigung übergeben. Benny und Kjeld können ihn gerade noch davor bewahren, in Säure aufgelöst zu werden.
Bahs und Balling planten, die Bande mit dem zwölften und letzten Film in den Ruhestand zu schicken. Auf Wunsch der Produktionsfirma Nordisk Film wurden daraus zwei Filme gemacht, die eine zusammenhängende Story von drei Stunden Länge erzählen.

#### 13. Die Olsenbande fliegt über alle Berge
Die Olsenbande fliegt über alle Berge (Olsen-Banden over alle bjerge) – 1981
- Premiere in Dänemark: 26. Dezember 1981 – Premiere in der DDR: 17. August 1984
- Länge: 96 Minuten

Nach einer kurzen Rückschau auf den letzten Film wird die Geschichte fortgesetzt. Zunächst scheitern einige weitere Versuche der Olsenbande, den Koffer mit den Dokumenten noch in Dänemark zurückzuerobern. Erstmals ist Yvonne an einem Coup aktiv beteiligt, versagt grandios und ist darüber so aufgebracht, dass sie Kjeld jede weitere Zusammenarbeit mit Egon verbietet. Allerdings müssen die drei nun – wofür Yvonne gegenüber Benny ihre Trennung von Kjeld androht, was der aber für sich behält – dem Koffer nach Paris nachreisen, wo sie die gesuchten Dokumente nach einigen Schwierigkeiten (unter anderem Bennys mangelhaften Französischkenntnissen) an sich bringen können. Zurück in Kopenhagen stellt sich heraus, dass Yvonne zu ihrer Schwester gezogen ist, und sogleich wird Egon im Auftrag des rädelsführenden Ministers als „Gefahr für den Weltfrieden“ verhaftet. Als Kjeld und Benny aufbrechen, um Yvonne zurückzuholen, entdecken sie die in Film 12 verschwundenen fünf Millionen in Hallandsens Trenchcoat, der noch in ihrem Kofferraum liegt. So wird doch Silberhochzeit gefeiert. Während Benny die Blaskapelle vor dem Haus dirigiert, sitzt Egon schließlich doch als unheilbar kriminell in der psychiatrischen Abteilung. Die drei Hauptdarsteller verabschieden sich nacheinander vom Publikum.

#### 14. Der (wirklich) allerletzte Streich der Olsenbande
Der (wirklich) allerletzte Streich der Olsenbande (Olsen-Bandens sidste stik) – 1998
- Premiere in Dänemark: 18. Dezember 1998 – Premiere in Deutschland: 16. November 1999
- Länge: 105 Minuten (Dänemark), 90 Minuten (Deutschland)

Ein roter Koffer taucht in Kopenhagen auf. Inhalt: die hochbrisanten Wandenberg-Dokumente, die die staatliche Ordnung gefährden. Oberstaatssekretär Hallandsen (Bjørn Watt-Boolsen) wird vom Justizminister mit der unauffälligen Vernichtung beauftragt, doch sein Assistent Holm-Hansen schafft es nicht, den Koffer an sich zu bringen. Abends wird aus dem Studio von Nordisk Film eine Talkshow gesendet, Gast ist der seit 17 Jahren in der Psychiatrie lebende Egon Olsen. Auf einem Irrgang durch das Gebäude findet er im Fundus seinen alten Anzug, zieht ihn an und flieht. Benny, der bei einer Transportfirma schwarz arbeitet, und Kjeld, der im Rollstuhl sitzt, haben die Talkshow gesehen und holen Egon am Tor ab. Alle drei sind sichtlich gealtert, doch natürlich hat Egon einen Plan: die britischen Kronjuwelen. Doch muss er zunächst seine schriftlichen Pläne aus dem Tresor der Anstalt holen, der Direktor hat sie dort im letzten existierenden Franz-Jäger-Geldschrank eingeschlossen. Auch Hallandsen hat die Talkshow gesehen und beauftragt Holm-Hansen, den Wandenberg-Koffer von Egon holen zu lassen, da er ihm das als einzigem zutraut. Nach vollbrachtem Auftrag wird Egon von Hallandsen hereingelegt – er weiß zu viel und soll verschwinden. Benny und Kjeld können ihn retten, bevor ihn das „Dumme Schwein“ (Ove Verner Hansen) in die Finger bekommt. Hallandsen bringt den Koffer zur sichersten Vernichtungsanlage im Land. Passenderweise hat Egon auch hierfür einen Plan, und die Olsenbande holt sich den Koffer. Bei der Übergabe am nächsten Morgen ist statt Kjeld seine Lebensgefährtin Ruth dabei. Natürlich soll Egon wieder betrogen werden, dank Ruth gelingt die Flucht. In dem Moment taucht Børge auf, mittlerweile ein gesuchter Finanzbetrüger, kurz danach Holm, der ihn verhaften will, gefolgt von Kommissar Jensen, der Holm eben das ausreden will. Im allgemeinen Durcheinander landen der Wandenberg-Koffer sowie der Koffer mit Egons Plänen auf einem vorbeifahrenden LKW, der mit ihnen verschwindet. Schließlich verbringt die Bande ihren Lebensabend in Børges Haus in Portugal. Egons letzten Plan mit den Kronjuwelen, den er noch in der Tasche hatte, nimmt Børge unbemerkt an sich.

### Running Gags

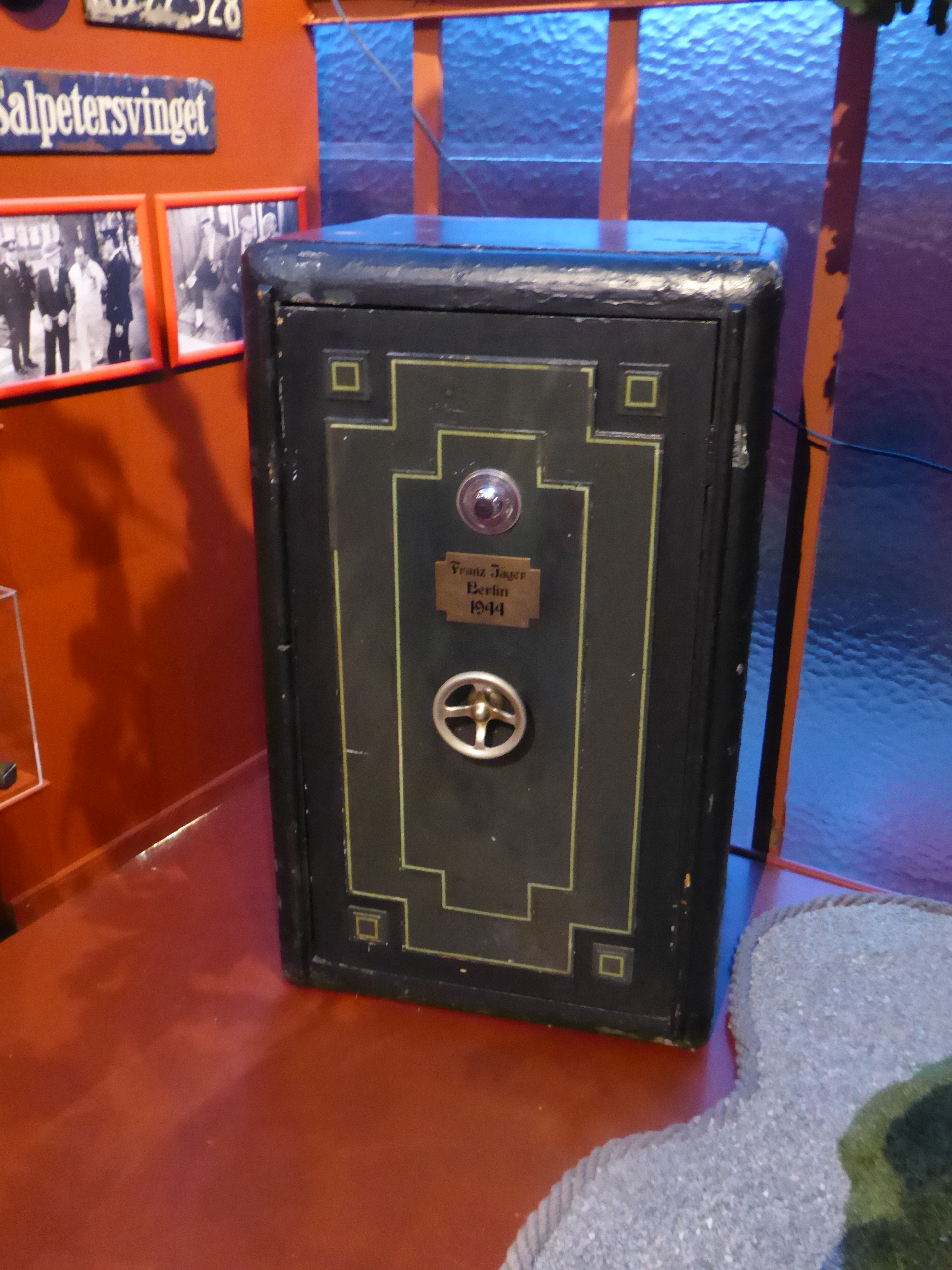
Tresor der fiktiven Firma Franz Jäger Berlin, der in den Olsenbanden-Filmen verwendet wurde, als Ausstellungsstück im Nordisk-Film-Museum in Kopenhagen.

Im Laufe der Entstehung der Filme kam es zu einer Vielzahl von Running Gags, die in fast allen Filmen auftraten und dabei wieder und wieder variiert wurden.
- Der Film beginnt fast immer mit dem Blick auf das Gefängnis. Egon tritt aus der Tür, schaut nach rechts und links, während die Tür mit lautem Knall ins Schloss fällt. Er wird von seinen Kumpanen, die dänische Fähnchen schwenken, in Empfang genommen.
- Ab Film 3 trifft die Olsenbande immer wieder auf Tresore der (fiktiven) Firma Franz Jäger, Berlin (in den Filmen 8 und 10 auch Frantz Jäger). In fast jedem Film ist einer dieser Geldschränke zu öffnen, manche davon kann niemand außer Egon knacken. Erwähnt Egon einen Franz-Jäger-Tresor in seinen Plänen, reagiert Benny gelegentlich gerührt, etwa: „Der gute alte Franz!“. In Teil 8 trifft Egon anfangs auf Jägers Gesellenstück, einen Tresor mit prachtvoller Spieluhr und sichtbarer Mechanik aus dem Jahre 1781 (dort steht der Vorname auch mit „tz“). Im gleichen Film erscheint später ein Tresor des Fabrikats Francis Hunter aus Birmingham von 1878. Teil 9 beginnt damit, dass Egon einen Tresor der Firma Francis Hunter, Chicago knacken will. In Film 14 begegnet der Bande ein Sicherheitssystem der Firma François Chasseur et Cie. Alle diese Namen sind direkte Übersetzungen von „Franz Jäger“.
- Das eigentliche Knacken der Tresore erfolgt durch Egon mittels eines an die Tür angelegten Stethoskops beim Drehen des Zahlenrades. Hierbei gibt es immer ein selbst auch beim Zuschauer hörbares Einrasten der inneren Mechanik und ein dabei sich über alle Filme hinwegziehendes erschrocken wirkendes Augenzwinkern von Egon bei jedem Klick, welches sich auch auf die dabeistehenden Kumpane überträgt und insbesondere Kjeld dabei ein nervöses ängstliches Körperzucken durchfährt. Diese Spannung löst sich beim Abnehmen des Stethoskops, wobei die Tresortür dann immer zu öffnen ist.
- Egons Standardsatz selbst in verzweifelten Situationen lautet: „Ich habe einen Plan!“ Außer im zweiten Film ist er in allen Filmen zu hören. Insgesamt fällt er in den 14 Filmen 53 Mal.
- Diesen Plan hat Egon vorher im Gefängnis erarbeitet (so man ihn nicht gegen seinen Willen vorzeitig entlässt). Die geheimen Informationen, die für den Plan notwendig sind, damit der Coup erfolgreich wird, hat er üblicherweise von einem in seiner Zelle mit einsitzenden Rechtsanwalt.
- „Mächtig gewaltig!“ oder auch nur „Gewaltig!“ ist Bennys Lieblingsausdruck. Er äußert ihn als Kommentar auf Egons Pläne oder gelungene Aktionen, oder einfach als Ausdruck diebischer Freude während des Geschehens. Im Original sagt Benny an diesen Stellen „Skidegodt!“=„scheißgut“; die deutsche Version ist eine Wortschöpfung des deutschen Dialogautors Wolfgang Woizick. Insgesamt fällt der Ausdruck in den Filmen nicht weniger als 236 Mal. Im fünften Film erscheint er allerdings überhaupt nicht (nur einmal sagt Benny „mächtig genial“), stattdessen lautet Bennys wiederholter Standardspruch hier „Das fetzt ein!“. (Ein Grund dürfte sein, dass nur in diesem Film der Synchronsprecher Kurt Kachlicki eingesetzt wurde.)
- Mit der Frage „Ist das nicht gefährlich?“ reagiert Kjeld oft, wenn Egon seinen neuesten Plan erklärt.
- Seit dem fünften Film erwähnt Egon fast immer seinen Zellennachbarn im Gefängnis – stets ist es ein Rechtsanwalt oder eine andere hochrangige Persönlichkeit, die Egon geheime Informationen sowie Kontakte zu „besseren Kreisen“ verschafft. Für gewöhnlich erwähnt Egon diesen dann auch vor seinen Auftraggebern, meist mit dem Zusatz: „Ich soll Sie grüßen.“
- In den älteren Olsenbandenfilmen verwendet Egon zahlreiche Anglizismen, besonders das Wort Alright, im Film wird es als „Olreut“ ausgesprochen. Auch „hurry“ ist eines seiner Lieblingsworte, allerdings in deutscher Lautung gesprochen. Besonders im vierten Film häufen sich auch halbenglische Zeitangaben, wie „Sieben clock“, „Fünf und fünfundzwanzig minutes“ oder „Half past vier“. Im neunten Film liefert er sich mit Georg, der in Amerika studiert hat, eine „Anglizismen-Schlacht“. Später fehlen diese Ausdrücke fast vollständig, bis der alte Egon sie im 14. und letzten Film wieder verwendet.
- Die Coups werden fast immer am Wohnzimmertisch bei einem kalten Bier (zumeist Tuborg, seltener Carlsberg) besprochen, welches Benny meist erst noch schnell besorgen geht.
- Auch wenn ein Coup viele Millionen verspricht und die Zeit sehr eng ist, haben in Yvonnes Augen häusliche oder familiäre Verpflichtungen Priorität, was sie auch von Kjeld einfordert – sei es Børges Konfirmation (Film 4), Børges Ausbildung (Film 7), Børges Hochzeit (Film 8), die Geburt von Børges Kind (Film 11) oder die eigene Silberhochzeit (Filme 12 und 13). Bei den daraus resultierenden Auseinandersetzungen versteht sie es, sich selbst als Opfer und die anderen als Egoisten hinzustellen. Damit bringt sie besonders Egon regelmäßig zur Weißglut, zumal sie dazu neigt, sämtliche Schuld auf Egon zu schieben, wenn etwas schiefgeht.
- Das Eintreffen der Polizei wird von Yvonne grundsätzlich eher beiläufig verkündet („Und zum Beispiel kommt jetzt schon wieder die Polizei“, als Vorwurf formuliert). Egon, Kjeld und Benny lassen daraufhin alles stehen und liegen und flüchten Hals über Kopf durch die Hintertür, was Yvonne dahingehend auffasst, dass die Männer sie mal wieder mit aller Arbeit alleinlassen. Eine derartige Szene gab es erstmals im siebten Film. Im 13. Film, als Yvonne ihre Drohung wahr gemacht und Kjeld verlassen hat, kündigt Kjeld im Streit mit Egon das Erscheinen der Polizei an.
- Die Bande bedient sich für ihre Coups gern äußerst skurriler Hilfsmittel – diese reichen von 100 Luftballons über 100 g getrocknete Erbsen bis hin zu einem abgebrannten Streichholz oder auch nur einigen Staubflusen. Oft werden auch in technischer Hinsicht haarsträubende Apparaturen eingesetzt: Ausschalter für Alarmanlagen werden erst exakt vermessen und dann über ferngesteuerte Spielzeuge betätigt; im Film 11 wird durch eine handgroße Belüftungsöffnung ein maßgeschneiderter Roboter aus Lego Technic zusammengebaut, der dann von innen die Tür öffnet.
- Benötigte Hilfsmittel wie Flaggenmasten oder Schützenpanzer werden in der Regel mit raffinierten Methoden gestohlen, doch von Zeit zu Zeit plant Egon dazu einen kleinen, aber nicht minder einfallsreichen Coup, der meist zwischen zehn- und zwanzigtausend Kronen bringt. Dieses Geld wird mitunter von Yvonne als ihr rechtmäßiges Eigentum betrachtet – ein Spatz in der Hand ist ihr lieber als eine Taube auf dem Dach. Interessanterweise geht bei diesen kleinen Coups nie etwas schief. Für Egon zählen sie nicht mal richtig – als er in Film 8 gefragt wird, woher er das Geld für die nötigen Hilfsmittel nehmen will, antwortet er: „Das besorgen wir uns schnell auf dem Heimweg.“
- Nach den anfänglichen kleinen Coups zur Geldbeschaffung, die stets reibungslos laufen, gibt es danach im Auto eine von Benny und Kjeld vorgetragene überschwängliche Lobhudelei für Egon, der diese wohlwollend und genüsslich grinsend zur Kenntnis nimmt.
- Häufig wiederkehrend ist auch das „Ausborgen“ von Hilfsmitteln oder ganzer Fahrzeuge für einen bestimmten Zeitraum. Der Gegenstand wird dabei zunächst raffiniert entwendet, für den Coup wie geplant benutzt und dann dem Inhaber, der von der ganzen Aktion gar nichts mitbekommen hat, unauffällig und unversehrt wieder zurückgebracht.
- Die Olsenbande wird typischerweise mit ihrer Silhouette abgebildet. Es ist eine der typischen Szenen, wie sie in den meisten Filmen zu sehen ist: Sie läuft im Gänsemarsch, stets in der Reihenfolge Egon – Benny – Kjeld. Sie tun dies im Gleichschritt, wobei Benny ständig aus dem Takt kommt und Zwischenschritte einlegen muss. Da Benny außerdem einen Kopf größer ist als die anderen, geht er dabei oft in leicht geduckter Haltung. Kjeld fällt regelmäßig zurück und schließt die Lücke anschließend wieder.
- Als eine ebenso ständig wiederkehrende stilistische Szene findet sich, meistens am Beginn eines Coups, das nur köpfeweise Hervorlugen der Bande an einer Mauer- oder Hausecke, untermalt mit Spannung aufladender Musik und dann meistens mit dem Nicken von Egon, was den Start des vorher genau besprochenen Ablaufes einläutet.
- Der Coup selbst läuft größtenteils nur mit stummer Verständigung untereinander mittels Winken, Handzeichen oder Kopfnicken, auch über größere Entfernungen, ab und ist dann immer mit Musik untermalt.
- Benny besitzt ein handtellergroßes, sichelförmiges Stück Messing, mit dem er unter anderem Schlösser, Parkuhren, Tanksäulen und Zigarettenautomaten knacken kann. Er betrachtet dieses Teil als sehr persönliches Objekt, mit dem nur er selbst umgehen kann; als Egon es in Film 11 kurz benötigt, gibt Benny es auch nach Kjelds Zureden nur sehr widerstrebend aus der Hand. Nur im Teil 12 gibt Benny es Egon zum Öffnen eines Umschlags für drei Sekunden freiwillig.
- Kommt ein Stapel hochgelagerter Fässer ins Bild, wird er kurz darauf unbeabsichtigt zu Fall gebracht. In Film 4 sind es Fischkonserven, in Film 8 Weinfässer, in Film 9 Ölfässer und in Film 12 Giftfässer.
- Im ersten Film muss die Olsenbande mitten in einer Verfolgungsjagd ihr Fahrzeug verlassen, als das Benzin ausgeht. Das Auto, das die Bande sich „borgt“, bleibt kurz darauf ebenfalls mit leerem Tank liegen. Seitdem ist das Benzin ein Dauerbrenner in den Filmen. Vor fast jedem Beutezug vergewissert sich Egon bei Benny, ob der Wagen auch vollgetankt ist. Und auch in späteren Filmen (etwa in Teil 3) bleibt das Auto der Olsenbande immer mal wieder ganz plötzlich stehen (Bennys Standardantwort: „Ich habe getankt! Für 5 Kronen – (vor)letzte Woche …“), ein zum Abtransport der Beute benötigter Lkw bricht altersschwach zusammen (Teil 7) oder die Rampe eines Lieferwagens macht Zicken (Teil 14).
- Egon ist äußerst kreativ im Verwenden von Schimpfwörtern, die er meist Benny, Kjeld oder Yvonne an den Kopf wirft. Z. B. „lausige Amateure“, „elende Sozialdemokraten“, „Rußfurzer“, „talentlose Käsekacker“, „Hängeohren“, „strohdumme Holzköpfe“, „Knalltüte“, „Schwachköpfe und Mollusken“, „Schlafmütze“, „Sandhocker“, „feige Hunde“, „Fettwänste“, „Schlappschwänze“, „erbärmliche Piesepampel“, „geldgierige Gewitterhexe“, „Scheißetreter“, „Saufaus“, „Fiepsköter“, „Knallhorn“, „Himmelhunde“, „Rhinozerösser“ und dergleichen mehr. Für gewöhnlich folgt nicht lange danach die Versöhnungsszene, in der Egon jedes der vorher benutzten Schimpfwörter einzeln wieder zurücknimmt.
- Auf der Seite der Kriminalpolizei stehen der stets übernervöse, zwar weitsichtige, aber handlungsunfähige Kriminalkommissar 2. Grades Jensen und sein übereifriger Assistent Holm, beide auffällig in Karos gekleidet. Ihre philosophischen Auseinandersetzungen um die Frage, ob sich die Aufklärung von Verbrechen lohnt oder nicht, gehören zu einem ständig wiederkehrenden Teil der späteren Filme (ab Nr. 6).
- Die Frage, ob sich Verbrechen lohnen, ist dabei nur eine Facette der immer wiederkehrenden Feststellung, dass nur die kleinen Gauner verfolgt werden. Millionäre und Reiche hingegen zahlen keine Steuern und werden dafür und auch für andere Verbrechen nicht belangt. Seitenhiebe gibt es auch regelmäßig gegenüber der Europäischen Gemeinschaft, der der Regisseur Balling bekanntermaßen skeptisch gegenüberstand.
- Die Filme machen sich manchmal selbstironisch über ihre festen Handlungsmuster lustig. So schickt Yvonne Egon in Film 5 nach Bennys und Kjelds Verhaftung zur Polizei – er soll sich stellen und an ihrer Stelle ins Gefängnis gehen, denn schließlich war es immer so. Auch die Frage, woher er weiß, dass es in Egons Plan um Millionen geht, beantwortet Dynamit-Harry mit: „Es ist doch immer so.“ Auch der Punkt, an dem immer alles schiefgeht, wird einige Male von Kjeld oder Yvonne prophezeit, z. B.: „Und wenn dann alles schön ist und alles ‚mächtig gewaltig‘ ist, dann kommt immer irgendetwas dazwischen“ (Film 6).
- Nordisk Film A/S nimmt sich auch selbst aufs Korn. Am Schluss von „Die Olsenbande steigt aufs Dach“ wirft Egon, um wieder ins Gefängnis zurückzukommen, vor den Augen zweier Polizisten das Schaufenster eines Porzellangeschäftes ein. Als er bereits abgeführt wird, setzt der Inhaber des Geschäfts Egons Zerstörungswerk genussvoll an einem bis dahin unbeschädigten, ihm offenbar verhassten Eisbären fort – ein Eisbär ist das Maskottchen von Nordisk Film A/S.

### Transport und Fahrzeuge

#### Autos und Lastwagen
In jedem Film nutzt die Bande einen älteren und sichtlich heruntergekommenen Straßenkreuzer als Fahrzeug (siehe Tabelle).

Als Hommage an die Filmreihe hat der dänische Spielwarenkonzern Lego in seinem Freizeitpark bei Billund den Chevy der Bande nachgebaut. Kasper Christensen aus Tjørnemarke/Møn (Dänemark) restaurierte für sein privates Olsen-Banden-Museum 2017 originalgetreu den originalen als Requisite verwendeten Chevrolet Bel Air. Anfang 2020 wurde der Wagen von Kasper Christensen für umgerechnet 294.400 Euro zum Kauf angeboten.
| Filmtitel                                                | Autotyp            | Baujahr | Kennzeichen |
| -------------------------------------------------------- | ------------------ | ------- | ----------- |
| 01 – Die Olsenbande                                      | Plymouth Belvedere | 1959    | KH 28.666   |
| 02 – Die Olsenbande in der Klemme                        | Chevrolet Biscayne | 1959    | AU 52.275   |
| 03 – Die Olsenbande fährt nach Jütland                   | Chevrolet Impala   | 1961    | KA 89.955   |
| 04 – Die Olsenbande und ihr großer Coup                  | Chevrolet Bel Air  | 1960    | CK 50.063   |
| 05 – Die Olsenbande läuft Amok                           | Chevrolet Bel Air  | 1960    | CK 50.063   |
| 06 – Der (voraussichtlich) letzte Streich der Olsenbande | Chevrolet Bel Air  | 1959    | CY 51.323   |
| 07 – Die Olsenbande stellt die Weichen                   | Chevrolet Bel Air  | 1960    | AE 52.040   |
| 08 – Die Olsenbande sieht rot                            | Chevrolet Bel Air  | 1959    | AU 51.189   |
| 09 – Die Olsenbande schlägt wieder zu                    | Chevrolet Bel Air  | 1959    | AE 52.040   |
| 10 – Die Olsenbande steigt aufs Dach                     | Chevrolet Bel Air  | 1959    | KD 22.528   |
| 11 – Die Olsenbande ergibt sich nie                      | Chevrolet Bel Air  | 1959    | KD 22.528   |
| 12 – Die Olsenbande fliegt über die Planke               | Chevrolet Bel Air  | 1959    | KD 22.528   |
| 13 – Die Olsenbande fliegt über alle Berge               | Chevrolet Bel Air  | 1959    | KD 22.528   |
| 14 – Der (wirklich) allerletzte Streich der Olsenbande   | Ford Transit       | 1986    | PE 94.696   |

Neben den hier aufgeführten Autos nutzt die Olsenbande auch häufig „geliehene“ Fahrzeuge. So borgt sich die Bande im ersten Film, als Bennys Auto als nicht mehr fahrtüchtig von der Polizei beschlagnahmt wird, kurzerhand erst Mortensens und später den liegengebliebenen Wagen eines älteren Herrn. Egon greift kurz danach noch auf einen fremden Klaviertransport-Lkw zurück. Überhaupt werden wiederholt „geborgte“ Lkw eingesetzt, so in Film 5 ein Bierlastwagen oder in Film 10 ein – mittels einiger ablenkender Bierflaschen – geliehenes Müllfahrzeug. In Film 7 wird zum Goldtransport, immerhin „für einen Beutel 25-Øre-Stücke“, legal ein Transporter beschafft, der jedoch noch vor Fahrtantritt auseinanderbricht. In Film 13 reist die Bande an Bord eines Carlsberg-Bierlastzuges bis nach Paris.
Im dritten Film wird das eigene Auto bei der Jütlandreise durch einen gestohlenen Kleinlastwagen, einen Citroën Typ H mit langem Radstand, ersetzt, von dem zunächst noch die Ladung, eine Kuh, entfernt werden muss. Dieser Typ taucht in nachfolgenden Filmen immer wieder auf, sei es als Gefangenentransporter (Film 5), Kantinenwagen (Film 11) oder als Wagen Meister Hansens und des Dummen Schweins (Film 9). 
Als Fahrer der Olsenbande fungiert immer Benny. Nur im ersten Film ist Egon am Steuer zu sehen sowie im zweiten Film Dynamit-Harry.

#### Mopeds
Im fünften Film fährt Børge eine Puch VZ50, mit deren Hilfe Egon und Børge die beiden verhafteten Benny und Kjeld aus einem Gefangenentransport befreien. Im sechsten Film fährt Børge eine Puch MS 50, bei der Lenker und Sitz umgebaut wurden. Im siebten und achten Film fährt er wieder die umgebaute Puch MS 50 aus dem sechsten Film, an der in diesen beiden Teilen ein anderer Lenker verbaut wurde.

#### Eisenbahn
Auch der Schienenverkehr wird regelmäßig genutzt, wenn auch nicht immer freiwillig. Im ersten Film fährt Yvonne, nachdem sie Kjeld verlassen hat, mit einem Dampfzug zu ihrer Mutter. Egon, Benny und Kjeld folgen ihr und kuppeln den Gepäckwagen vom Zug ab; dieser fährt wenig später im Bahnhof durch einen Prellbock und kollidiert mit der Telefonzelle, in der sich gerade Mortensen aufhält, um seinem Chef Meldung zu erstatten. In Film 3 fährt die Olsenbande mit einer Feldbahn in einen Bunker am Strand bei Hanstholm, um dort einen Schatz aus dem Zweiten Weltkrieg zu finden. In Film 5 muss Egon widerwillig mit Harry mittels S-Bahn in dessen Laube fahren, in Film 6 fährt er nach dem Verrat des Schweizers und mangels Geldmitteln schwarz von Zürich bis Kopenhagen auf der Zugtoilette des „Alpen-Expreß“ durch. In Film 7 sind die „perfekt geplanten und organisierten“ Dänischen Staatsbahnen Thema des gesamten Films; sogar der obligatorische Franz-Jäger-Panzerschrank kommt hier aufs Gleis. Fahrer ist auch hier Benny. In Film 9 fährt Egon mit der S-Bahn zum Bahnhof, um einen vermeintlich verlorengegangenen Schließfachschlüssel zu suchen.

#### Flugzeuge
Die Olsenbande nutzt stets die heute nicht mehr existierende dänische Fluggesellschaft Sterling Airlines. Diese Gesellschaft war bei allen Olsenbanden-Filmen Kooperationspartner der Nordisk Film. In der Folge Die Olsenbande ergibt sich nie wird für den Flug nach Brüssel offensichtlich die Fluggesellschaft SAS genutzt. Es wird eine startende Maschine der SAS gezeigt, und dann erfolgt ein direkter Schwenk auf das Trio im Stadtzentrum Brüssels.

## Hintergründe

### Regie
Regisseur der Olsenbande war bis auf den letzten Film stets der für seinen Perfektionismus bekannte Erik Balling (1924–2005). Beim 14. Film konnte er aus Altersgründen nicht mehr selbst auf dem Regiestuhl Platz nehmen, sondern wurde von Tom Hedegaard (1942–1998) vertreten. Als dieser während der Dreharbeiten verstarb, vollendete Morten Arnfred (* 1945) den Film.

### Drehbücher
Der Erfinder der Olsenbande, Henning Bahs (1928–2002), schrieb gemeinsam mit Erik Balling 13 der 14 Drehbücher. Das Drehbuch zu Film 14 schrieb Bahs allein.
Legendär ist die Entstehung der Drehbücher während der Aufenthalte ihrer Autoren in Paris im Frühjahr eines jeden Jahres. Tatsächlich entstanden auf diese Weise alle Drehbücher der „alten“ Filme bis auf das zu Film 3. Als die Olsenbande im 13. Film nach Paris reiste, setzten die Autoren damit 13 Jahren ihrer eigenen Arbeit ein filmisches Denkmal. Im 14. Film sind die beiden sogar bei ihrer Arbeit zu erleben – man sieht sie in einem sehr kurzen Cameo-Auftritt bei der Arbeit an ihren Schreibmaschinen.

### Produktion
Produktionsfirma aller dänischen Olsenbandenfilme war Nordisk Film A/S, die mit Gründungsjahr 1906 älteste noch bestehende Filmgesellschaft der Welt. Der 14. Film entstand dabei in Koproduktion mit dem Mitteldeutschen Rundfunk.
Die Filme wurden in der Regel im Sommer eines jeden Jahres gedreht, um im Herbst oder zu Weihnachten zu erscheinen. Alle Innenszenen wurden in den Studios von Nordisk Film in Kopenhagen gedreht.

### Musik
Auch die Filmmusik gehört zu den unentbehrlichen Bestandteilen der Olsenbandenfilme. Bent Fabricius-Bjerre (1924–2020) komponierte für den ersten Film eine Dixieland-Melodie, die nach Ballings Wunsch „in allen denkbaren Formen“ variiert werden könne. Tatsächlich wurde sie je nach Stimmung oder Situation der Filmhandlung verlangsamt, beschleunigt oder mit Instrumenten wie Akkordeon oder Kastagnetten unterlegt.
In den ersten Filmen wurde die Melodie von Papa Bue’s Viking Jazzband gespielt, später von einem speziell zusammengestellten Orchester. Im 10. Film hat die Papa Bue’s Viking Jazzband einen Cameo-Auftritt als Gefängnisband, die Egon zu seinem zehnten Haftantritt begrüßt.
Die Musik der Filme wurde so populär, dass sie in mehreren mit Techno unterlegten Discoversionen (Børges Dance Convention, 1996; Sandmann’s Dummies feat. Olsenbande, 1996, erschien auch 1998 auf der CD Tanz den Olsen; Olsen-Bandet, 1998) und mittlerweile auch als Handyklingelton erhältlich ist.
Neben der Titelmelodie komponierte Fabricius-Bjerre noch eine Reihe weiterer Melodien für die Filme, aber auch klassische Werke sind gelegentlich zu hören, wie beispielsweise der Elverhøj des dänischen Komponisten Friedrich Kuhlau.
2016 veröffentlichte das dänische Label Plantsounds mit der drei CDs umfassenden Box „Olsen-Banden, Vol. 1“ die vollständigen Originalmusiken aus den ersten sieben Filmen.

### Verleih
In Dänemark erschienen alle 14 Olsenbandenfilme im Verleih von Nordisk Film Biografdistribution. In der DDR erschienen zehn Filme im Progress-Filmverleih. Der sechste, achte und zehnte Film waren in der DDR nur im Fernsehen zu sehen.
1996 brachte Progress den dritten und den elften Olsenbandenfilm wieder ins Kino, allerdings mit einem nicht so großen Erfolg wie erwartet. Daher nahm Progress den 1998 erschienenen vierzehnten Film nicht an, stattdessen wurde er durch den Arsenal Filmverleih ins Kino gebracht. Bei Arsenal erschien auch der Film Olsenbande Junior.
In der Bundesrepublik Deutschland erschien der Film Die Panzerknacker-Bande (siehe Synchronisation) im Verleih von Alpha, der Film Die Olsen-Bande in Jütland erschien bei Roland.

## Synchronisation und Untertitelung
In der DDR, Polen (Gang Olsena), Ungarn (Olsen Banda) gab es wie in der Bundesrepublik Deutschland und Österreich für Filme der Olsenbande Synchronisationen in den jeweiligen Landessprachen. Lizenzen wurden auch nach Schweden (Olsenbanden), Rumänien (gezeigt mit rumänischen Untertiteln), Jugoslawien und in die Türkei verkauft. Der MDR gab im Herbst 2013 eine Audiodeskription der Olsenbanden-Filme in Auftrag und strahlt die Filme seit Dezember 2013 als Hörfilme mit Audiodeskription für Blinde aus.

### DEFA-Synchronisation in der DDR
In der DDR wurde 1970 von der DEFA eine Synchronfassung des ersten Films mit minimalen Kürzungen erstellt. Der Film fand hier unter dem Titel Die Olsenbande einen regen Zulauf des Publikums, sodass bereits ein Jahr später der zweite Film in der DDR seine Premiere hatte. Die DEFA erstellte in ihren Synchronstudios deutsche Fassungen aller 13 ursprünglichen Filme. Lediglich für den letzten, 14. Film, der nach dem Ende der DDR und der DEFA vom Mitteldeutschen Rundfunk co-produziert wurde, fand die Arbeit im Synchron- und Tonstudio Leipzig statt.
Die sprachliche Qualität der DEFA-Synchronfassungen gilt als gelungen und trug damit zum Erfolg in der DDR bei. Auch ihre Synchronsprecher stießen auf großes Interesse bei den Fans. So traten die drei Hauptdarsteller Sprogøe, Grunwald und Bundgaard 1982 gemeinsam mit ihren deutschen Sprechern Oppel, Dommisch und Köster in der DDR-Fernsehsendung Nacht der Prominenten (das Konzept ähnelte Stars in der Manege) auf.
Die DEFA-Synchronsprecher für Egon, Benny und Kjeld wechselten in den frühen Filmen mehrfach. Ab dem sechsten Film blieb die Besetzung der drei Hauptrollen mit Karl Heinz Oppel, Peter Dommisch und Erhard Köster bis zum vorübergehenden Ende der Reihe konstant; für den vierzehnten Film musste nach dem Tod Peter Dommischs ein neuer Sprecher gefunden werden. Für die Rolle der Yvonne etablierte sich keine Standardstimme; bis auf Margit Bendokat wurde keine Sprecherin mehr als dreimal eingesetzt.
| Egon:   | Karl Heinz Oppel (Filme 3–14)            | Rolf Ludwig (Film 1)              | Klaus Mertens (Film 2)        |                     |                            |
| Benny:  | Peter Dommisch (Filme 1–4 und 6–13)      | Kurt Kachlicki (Film 5)           | Roland Hemmo (Film 14)        |                     |                            |
| Kjeld:  | Erhard Köster (Filme 1, 2 sowie 6–14)    | Günter Schubert (Filme 4 und 5)   | Helmut Müller-Lankow (Film 3) |                     |                            |
| Yvonne: | Margit Bendokat (Filme 1, 2, 4, 5 und 8) | Helga Hahnemann (Film 6, 7 und 9) | Helga Sasse (Filme 11–13)     | Heide Kipp (Film 3) | Micaëla Kreißler (Film 10) |
| Børge:  | Sebastian Oppel (Filme 3, 4 und 8)       | Michael Pan (Filme 6 und 7)       |                               |                     |                            |

Karl Heinz Oppel war der einzige Synchronsprecher, der an allen 14 Filmen mitwirkte. Daneben hatten immer wieder DDR-Stars kleinere Synchronauftritte in den Olsenbandenfilmen. Neben der schon erwähnten Helga Hahnemann als Yvonne hört man zum Beispiel Herbert Köfer (Leutnant in Film 3, Chefkoch in Film 8) und Rolf Herricht (Fahrlehrer Larsen in Film 9).
Aus Gründen der Zensur wurden einige Filme minimal gekürzt und die Dialoge der dänischen Fassung nicht immer genau übertragen. Ein Beispiel dafür ist im zehnten Film (Die Olsenbande steigt aufs Dach) zu finden. Egon erklärt in der Originalfassung: „Die Reichsregistratur bewahrt sämtliche Informationen über Dänemark und die Dänen auf, sowohl gewöhnliche Informationen als auch geheime Informationen, die für die Polizei, die NATO, die EG und befreundete ausländische Mächte von Interesse sein könnten.“ In der Synchronfassung wurde daraus: „Hier werden sämtliche Informationen über Dänemark und die Dänen aufbewahrt, wichtige Informationen und völlig belanglose, allgemein zugängliche ebenso wie solche, die so geheim sind, dass niemand weiß, ob man überhaupt wissen darf, dass man das gar nicht wissen darf.“
Selbst die DDR-Fassung wurde nachträglich in der DDR zensiert: Man entfernte 1982 im zehnten Film im Vor- und Abspann die sonst üblichen Auflistung der Synchronsprecher, nachdem Micaëla Kreißler, die in diesem Film Yvonne sprach, mit ihrem Ehemann die DDR verlassen hatte.
Die Synchronregie führte in acht Filmen Hella Graf, in vier Filmen Hans-Robert Wille und in den anderen Filmen Thomas Ruttmann und Hasso Zorn.
Zwischen 1987 und 1992 liefen einige Filme der DEFA-Synchronisation im Schweizer Fernsehen, aber hier hielt sich der Erfolg in Grenzen.

### Synchronisation in der Bundesrepublik Deutschland
In der Bundesrepublik erschien 1970 unter dem Titel Die Panzerknacker-Bande ein Zusammenschnitt der ersten beiden Filme, der so auch in Österreich in den Kinos zu sehen war. Egon Olsen wurde von Wolf Rahtjen gesprochen, Benny von Horst Sachtleben und Kjeld von Alexander Welbat. Alle Szenen mit Yvonne wurden geschnitten. Die Namen einiger Olsenbanden-Mitglieder änderte man für diese Fassung: „Kjeld“ hieß nun „Karlchen“ und „Børge“ wurde „Peterchen“ genannt. Diese Synchronfassung erstellte die Rob Houwer Film & Television, die daraufhin auch noch den dritten Film für eine Kinoauswertung im Jahre 1973 unter dem Titel Die Olsen-Bande in Jütland eindeutschte.
1989/90 wurden im Auftrag des ZDF neue Synchronfassungen von fünf Olsenbandenfilmen von der Deutsche Synchron KG angefertigt. Die Filme 7 und 8 kürzte man um etwa zehn Minuten, damit sie in das 90-minütige Sendeschema passten. Die Synchronfassung wurde bei der Deutschen Synchron von Michael Richter erstellt. An dieser Fassung wurde bemängelt, dass typisch dänische Eigenheiten und die Doppelbödigkeit eliminiert und die Charaktere der Figuren verfälscht wurden. Darüber hinaus wurde das Hinzufügen von Dialogen in eigentlich stillen Passagen kritisiert.
Die Filme erhielten folgende Titel, die vollständig von den dänischen Originalen abwichen:
- Film 3: Goldgräber am Nordseestrand
- Film 7: Auf den Schienen ist der Teufel los
- Film 8: Schlagbohrer mit Musik
- Film 9: Butter, Brot und Bonzen
- Film 11: Dänemark wird ruiniert

Sprecher dieser ZDF-Synchronisation waren Harry Wüstenhagen (Egon), Wilfried Herbst (Benny), Hans-Jürgen Wolf (Kjeld), Regina Lemnitz (Yvonne), Stefan Krause (Børge), Jürgen Thormann (Jensen) und Andreas Thieck (Holm).
Auch wenn diese Fassung bei der Erstausstrahlung durchaus beachtliche Quoten erzielte, konnte sie sich nicht durchsetzen. Sie ist daher weder auf VHS noch auf DVD oder Blu-ray erschienen. Hauptursachen sind die teilweise starken Kürzungen der ZDF-Fassung und der Kultstatus der Filme in der DDR, deren DEFA-Fassung sich aufgrund der größeren Zielgruppe besser vermarkten lässt.

## Wirkungsgeschichte

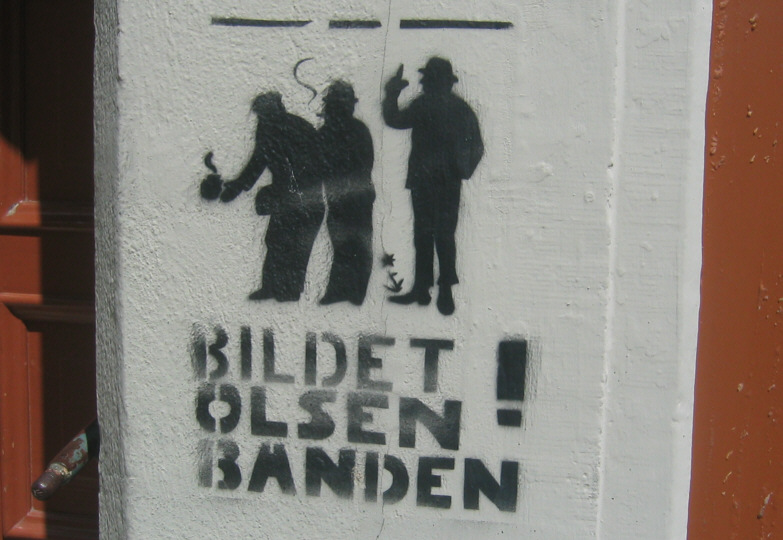
„Bildet Olsenbanden!“, gesehen 2004 in Freiberg

In Dänemark und in Ostdeutschland gelten die Olsenbandenfilme als Kult.
Noch heute sorgen sie im dänischen Fernsehen für Top-Einschaltquoten – der Ende 1997 ausgestrahlte Film Die Olsenbande fliegt über alle Berge war der Renner zu Weihnachten und zum Jahreswechsel, noch vor den Neujahrsansprachen der Königin und des Ministerpräsidenten. In den ostdeutschen Bundesländern standen die (ersten) beiden deutschen Bücher zur Olsenbande (Eberlein/Habel und Lange-Fuchs, siehe Literatur) lange Zeit auf den vorderen Plätzen der Bestsellerlisten.

### Spin-offs

#### Werbung
In der Originalbesetzung mit Ove Sprogøe, Morten Grunwald und Poul Bundgaard wurden zwei Werbefilme mit den Figuren der Olsenbande gedreht: 1978 entstand der etwa sechzehnminütige Film Et isoleret tilfælde, in dem die Bande zunächst die Glaswolle des Herstellers Superfos stiehlt, die sich dann bei einem weiteren Einbruch als universell verwendbar zeigt. 1996 drehten die drei Hauptdarsteller den etwa vierminütigen Film Olsen-bandens spareplan für den Verband der dänischen Energieversorger.

#### Prequels
1999 produzierte der dänische Fernsehsender TV 2 die 31-teilige Fernsehserie Olsen-bandens første kup, die die Kindheit der Olsenbande behandelte. 2001 entstand zum selben Thema, jedoch mit anderen Hauptdarstellern, der Kinofilm Olsen Banden junior unter der Regie von Peter Flinth nach einem Drehbuch von Anne-Marie Olesen, Lars Mering und Nikolaj Scherfig. Dieser Film verlegte die Kindheit der Olsenbande in das Jahr 1958. In Deutschland lief er erst 2003 unter dem Titel Olsenbande Junior. In Norwegen wurden im Anschluss noch mehrere eigenständige Olsenbande-Junior-Filme als Fortsetzungen produziert (2003 bis 2010), deren Teile zu den erfolgreichsten Produktionen der norwegischen Filmgeschichte gehören.

#### Animationsfilme
Ein 3D-Animationsfilm der Nordisk Film mit dem Titel Die Olsenbande in feiner Gesellschaft (Originaltitel: Olsen-banden på de bonede gulve, wortwörtlich Die Olsenbande auf poliertem Fußboden) hatte im Oktober 2010 in Dänemark Premiere. Eine deutschsprachige Veröffentlichung auf DVD und Blu-ray Disc erschien am 21. September 2012 bei Capelight Pictures. Ein weiterer Animationsfilm unter dem Titel Olsen Banden på dybt vand (Die Olsenbande geht baden oder wortwörtlich Die Olsenbande in tiefem Wasser) wird in Dänemark durch die 60/40-Regelung des Dänischen Filminstituts gefördert und hatte im Oktober 2013 Premiere. Im deutschsprachigen Raum erschien er als Die Olsenbande auf hoher See am 26. September 2014 auf DVD und Blu-ray ebenfalls bei Capelight Pictures. Im Kino wurde er noch nicht gezeigt.

### Neuverfilmungen

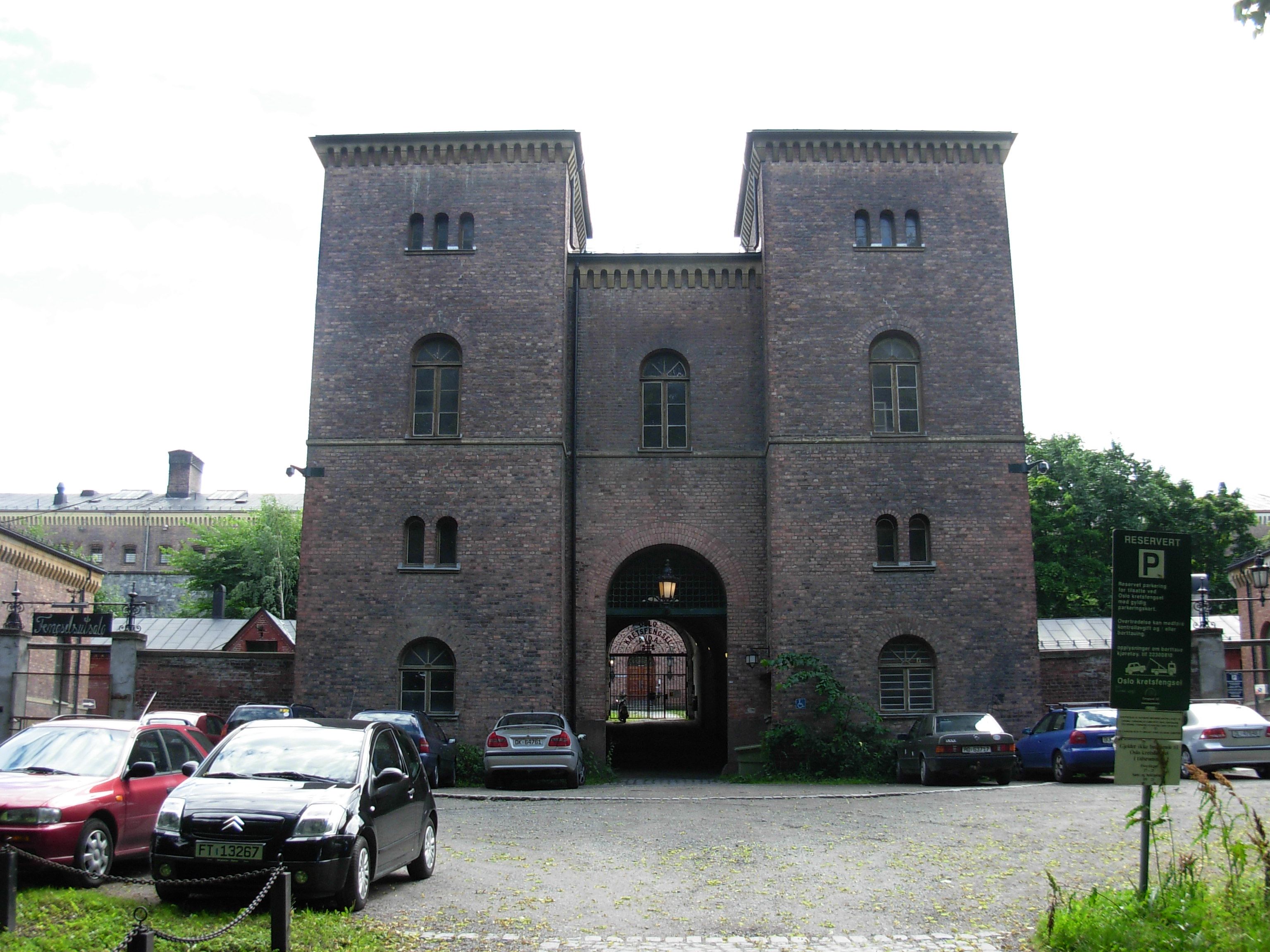
Der Hauptwohnsitz des norwegischen Egon Olsen, das Osloer Staatsgefängnis Botsfengselet. Analog zur dänischen Olsenbande wird er bei seiner Freilassung am Gefängnistor hier mit Fähnchen von Benny und Kjell gebührend empfangen.

In Norwegen wurden ab 1969, basierend auf den dänischen Drehbüchern, Neuverfilmungen der Olsenbandenfilme mit norwegischen Schauspielern gedreht. Regie führte hier Knut Bohwim, als Egon agierte Arve Opsahl (1921–2007), als Benny Sverre Holm (1931–2005). Kjeld und Yvonne wurden für die norwegischen Versionen in Kjell und Valborg umbenannt und von Carsten Byhring (1918–1990) und Aud Schønemann (1922–2006) verkörpert. Ihr gemeinsamer Sohn heißt Basse Jensen, gespielt von Pål Johannessen.
- 1969 Olsen-Banden (nach dem ersten dänischen Film)
- 1970 Olsenbanden og Dynamitt-Harry (nach dem zweiten dänischen Film)
- 1972 Olsenbanden tar gull (nach dem dritten dänischen Film)
- 1973 Olsenbanden og Dynamitt-Harry går amok (nach dem fünften dänischen Film)
- 1974 Olsenbanden og Dynamitt-Harry mot nye høyder (nach dem vierten dänischen Film)
- 1975 Olsenbandens siste bedrifter (nach dem sechsten dänischen Film)
- 1976 Olsenbanden for full musikk (nach dem achten dänischen Film)
- 1977 Olsenbanden og Dynamitt-Harry på sporet (nach dem siebten dänischen Film)
- 1978 Olsenbanden + Data–Harry sprenger verdensbanken (nach dem neunten dänischen Film)
- 1979 Olsenbanden og Dynamitt-Harry mot nye høyder (nach dem zehnten dänischen Film)
- 1981 Olsenbanden gir seg aldri (nach dem elften dänischen Film)
- 1982 Olsenbandens aller siste kupp (nach dem zwölften und dreizehnten dänischen Film)
- 1984 ...men Olsenbanden var ikke død! (ohne dänische Vorlage)
- 1998 Olsenbandens siste stikk (nach dem vierzehnten dänischen Film)

Der norwegische Drehstab nutzte mehrfach die für die dänischen Filme gebauten Kulissen mit, außerdem wurden zum Teil ganze dänische Filmszenen genutzt, so z. B. im neunten Film alle Szenen mit Bjørn Watt-Boolsen. Als einziger Akteur der dänischen Olsenbande stand Ove Verner Hansen regelmäßig auch für die norwegischen Produktionen als Dummes Schwein (das hier Biffen heißt) vor der Kamera und hält daher den einmaligen Rekord von 16 Olsenbandenauftritten.
Eine Besonderheit der norwegischen Filme ist die Figur des Dynamit-Harry, der hier gleich sechsmal auftritt (gegenüber zwei Auftritten in Dänemark) und von Harald Heide-Steen junior verkörpert wurde. Der ermittelnde Polizeibeamte heißt hier durchgängig in den 12 norwegischen Olsenbanden-Filmen Hermansen, gespielt von Sverre Wilberg, statt wie in der dänischen Version Inspektor Mortensen und Kriminalkommissar Jensen.
Auch die dänische Serie Olsen-bandens første kup und der darauf folgende Kinofilm Olsenbande Junior wurden in Norwegen adaptiert. Als Fortsetzungen dieses Kinofilmes entstand eine eigene Olsenbande-Junior-Filmreihe ohne dänische Vorlage, deren Teile zu den erfolgreichsten Produktionen der norwegischen Filmgeschichte gehören:
- 2001 Olsenbandens første kupp [24-teilige TV-Serie] („Die Olsenbande Junior und ihr erster Coup“) – nach der dänischen 31-teiligen Fernsehserie Olsen-Bandens første kup
- 2003 Olsenbanden Junior går under vann („Die Olsenbande Junior geht unter Wasser“) – nach dem dänischen Film Olsenbande Junior
- 2004 Olsenbanden Junior på rocker’n („Die Olsenbande Junior rockt“)
- 2005 Olsenbanden Junior på cirkus („Die Olsenbande Junior im Zirkus“)
- 2007 Olsenbanden Junior – Sølvgruvens hemmelighet („Die Olsenbande Junior – Das Geheimnis des Silberstollens“)
- 2009 Olsenbanden jr. Det sorte gullet („Die Olsenbande Junior – Das schwarze Gold“)
- 2010 Olsenbanden jr. Mestertyvens skatt („Die Olsenbande Junior – Der Meisterdieb“)

Ab 1981 entstand auch in Schweden mit Jönssonligan eine Filmreihe nach dem Vorbild der Olsenbande. Die Drehbücher der ersten drei Teile basieren lose auf denen einzelner dänischer Filme; außerdem wurden zahlreiche aus Dänemark bekannte Stilmittel sowie die Figur des Dynamit-Harry adaptiert. Nach dem Ende der eigentlichen Reihe wurden insgesamt vier Kinderfilme gedreht, von denen es im Gegensatz zu den Erwachsenenversionen bis jetzt von den ersten zwei Fortsetzungen deutsche Synchronfassungen gibt.
In Deutschland versuchte sich die ARD 2009 in Form des Fernsehfilms Die Blücherbande an einer Gangsterkomödie nach dem Vorbild der Olsenbande. Der Film mit Armin Rohde, Sebastian Bezzel und Jörg Schüttauf in den Hauptrollen erhielt jedoch verhaltene Kritiken.

### Bühnenfassungen
1997 bis 2007 entstanden in Deutschland drei Theaterstücke: Die Olsenbande dreht durch von Peter Dehler (1997; Uraufführung am Staatstheater Cottbus mit Thomas Harms als Egon Olsen), Der große Theatercoup von und mit Peter Grünig und Dirk Donat (2000; Uraufführung am Volkstheater Rostock) und Die Olsenbande und das Geheimnis der Puppe! von Sigrid Vorpahl (2007; Uraufführung zu den Kalimandscharo-Festspielen in Zielitz). Allerdings war schon 1985 in dem Kabarettprogramm Wir leisten uns was des Berliner Kabaretts Die Distel der Programmteil Die Olsenbande leistet sich was von und mit Egons DEFA-Synchronstimme Karl Heinz Oppel zu erleben.
In Dänemark wurde 2008 das Musical Olsen Banden og Den Russiske Juvel (Die Olsenbande und das russische Juwel) von Anders Thomas Jensen uraufgeführt.
Das Deutsch-Sorbische Volkstheater führte anlässlich des Bautzner Theatersommers im Hof der Ortenburg eine Trilogie auf, in welcher reichlich Handlungsteile aus allen Filmen zitiert werden. Sogar ein echter amerikanischer Straßenkreuzer, wie Benny ihn fährt, wirkt in den Stücken mit. Die Teile bekamen die Titel „Die Olsenbande und der große Hintermann“ (2016), „Die Olsenbande wandert aus“ (2017) sowie „Die Olsenbande hebt ab“ (2018).

### Comics
In Norwegen erschien in den 1980er Jahren eine Comic-Reihe zur Olsenbande. In Dänemark war bereits 1977 ein von Otto Frello gezeichnetes Comic-Album zum vierten Film der Olsenbande, in einer für Dänemark relativ hohen Auflage, erschienen, das sich jedoch nicht wie erwartet verkaufte und keinen Nachfolger erhielt. Das Album wurde 2008, im Rahmen des 40-jährigen Jubiläums der Reihe, mit umfangreichem Zusatz- und Hintergrundmaterial auch in deutscher Sprache publiziert. In einigen Heften über die Abrafaxe wurde in Form von Namen und Dialogen ebenfalls Bezug auf die Olsenbandenfilme genommen. In Dänemark erschien 2010, zeitgleich mit der Veröffentlichung des ersten Animationsfilms, eine Geschichte im Magazin Anders And (entspricht dem deutschen Micky Maus Magazin), in der Donald Duck und Onkel Dagobert auf die Olsenbande treffen.

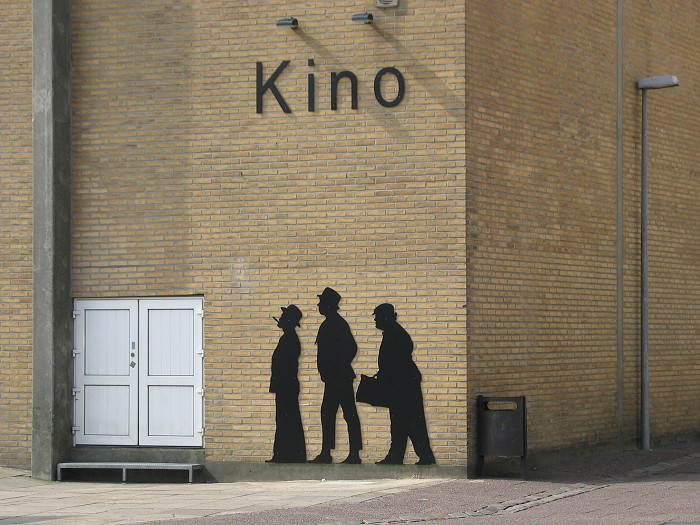
Olsenbanden-Silhouette am Kino 1-2-3 in Thisted

### Populärkultur und Merchandising
Mehrere wissenschaftliche Arbeiten beschäftigten sich mit der Olsenbande. 1993 wurde an der Universität Roskilde ein deutsch-dänisches Seminar dazu abgehalten. In der Kunsthalle Rostock lief 2015 die Sonderausstellung Mächtig gewaltig! Die Olsenbande im Museum, die ein besonderes Augenmerk auf die Rezeption der Filmreihe in Ostdeutschland legte. Morten Grunwald und Kostümbildnerin Lotte Dandanell nahmen als Ehrengäste an der Ausstellungseröffnung teil.
Post Danmark würdigte die Bedeutung der Filme für das Dänemark des 20. Jahrhunderts mit einer am 8. November 2000 erschienenen Briefmarke der Serie 1900-tallet, auf der das Plakatmotiv des ersten Olsenbandenfilms (die Silhouette der drei Hauptfiguren mit dem Schriftzug OLSEN BANDEN) zu sehen ist. Am 27. August 2008 ehrte die dänische Post zudem Erik Balling mit einer Briefmarke, die neben einem Porträt des Regisseurs eine Szene aus dem Film Die Olsenbande steigt aufs Dach zeigt.
Nach dem Tod von Ove Sprogøe am 14. September 2004 hat die Gemeinde Albertslund an seinem 85. Geburtstag, dem 21. Dezember 2004, die Straße zum Haupteingang des Vridsløselille-Staatsgefängnis (eigentlich Fængselsvej: Gefängnisstraße) in „Egon Olsens Vej“ („Egon Olsens Weg“) umbenannt.
Im August 2006 wurde in Thisted (Jütland) ein Olsenbanden-Event veranstaltet, dazu erschien auch ein Olsenbanden-Bier der Thisted-Brauerei.
In Dänemark wurde bereits in den 1970er Jahren erstes Merchandising zu den Filmen veröffentlicht, als der Verlag Sesam das Brettspiel Olsen-banden på spil auf den Markt brachte. Vor allem nach der Jahrtausendwende wurde das Sortiment an Fanartikeln ausgebaut. Sowohl in Dänemark als auch in Deutschland erschien diverses Modelleisenbahn-Zubehör in Form von aus den Filmen bekannten Fahrzeugen, Bauwerken und Figuren. In Deutschland veröffentlichte das Berliner Label PukeMusic eine ganze Produktserie von offiziell lizenzierten Produkten mit den Konterfeis der Hauptfiguren, u. a. T-Shirts, Tassen und Stoffbeutel. Ein Kunsthandwerksbetrieb aus Neuhausen im Erzgebirge brachte Figuren von Egon, Benny, Kjeld und Yvonne als Räuchermännchen heraus.
Vor allem in den östlichen Bundesländern Deutschlands ist besonders während der Faschingszeit bzw. Karnevalssaison die Kostümierung als ein Mitglied der Olsenbande beliebt. Ein nennenswertes Ereignis fand am 11. November 2013 um 11:11 Uhr in Köthen (Anhalt) statt. Dort „mussten“ die Karnevalsbegeisterten des KUKAKÖ die Olsenbande zur Hilfe rufen, um in der jährlichen Tradition an den Schlüssel des Rathauses zu kommen, da dieser symbolisch in diesem Jahr in einem Franz-Jäger-Geldschrank auf der Bühne versteckt war. In einer kurzen Szene wurde von drei Laiendarstellern in den Rollen Egon, Kjeld und Benny der Panzerschrank geöffnet.
Der im Jahr 2000 gegründete deutsche Olsenbanden-Fanclub zählt mehr als 3000 Mitglieder.
Der Künstlername des aus Thüringen stammenden Musikers Manuel Bittorf stellt eine Referenz zur gleichnamigen Nebenfigur Betterøv der Serie dar.

### Rettungsaktion
Mit Hilfe von deutschen und dänischen Freunden der Olsenbande und auch Eisenbahnfreunden konnte das bekannte, vom Abriss bedrohte Stellwerk „Det Gule Palæ“ aus dem Film „Die Olsenbande stellt die Weichen“ nach einer Spendenaktion in großen Teilen gerettet werden. Es wurde im September 2016 von Kopenhagen ins Eisenbahnmuseum Gedser überführt.

## Veröffentlichungen auf VHS, DVD und Blu-ray
Die Olsenbande erschien zunächst 1982 in der westdeutschen Kinofassung Die Panzerknacker-Bande (der Zusammenschnitt der ersten beiden Filme) auf VHS-Kassette. Seitdem wird ausschließlich die DEFA-Synchronfassung vermarktet.
Nach dem Ende der DDR erschienen 1996 im Verlag Schwarzkopf & Schwarzkopf alle Filme (1–13) auf jeweils einer VHS-Kassette. Für diese Veröffentlichung wurde auf das DDR-Bildmaterial zurückgegriffen. 1999 folgte der letzte Film der Reihe in der deutschen Kurzfassung.
2002 erschien die Olsenbande bei ZYX erstmals auf DVD. Diese Fassung entsprach im Wesentlichen der VHS-Fassung, beruhte erneut auf dem alten DDR-Bildmaterial und enthielten nur die deutsche DEFA-Synchronfassung. 2005 erschienen die Filme in fünf Boxen mit jeweils drei Filmen. Erstmals wurde restauriertes dänisches Bildmaterial verwendet; allerdings weiterhin im Letterbox-Format, dafür aber erstmals mit zusätzlichem dänischen Originalton. Einige Szenen, die in der DEFA-Fassung fehlten wurde ergänzt und die Filme wurden erstmals mit dem dänischen Originalvorspann gezeigt. Diese Fassung wurde von ZYX in diversen unterschiedlichen Boxen angeboten.
2011 erschien der erste Film bei ZYX auf Blu-ray in HD-Auflösung. Als Bildmaterial wurde ein restauriertes dänisches HD-Master verwendet, dänischen Originalton gab es hingegen nicht. Für diese Veröffentlichung wurde ein neuer Vorspann kreiert.
2013 gingen die Rechte an der Olsenbande (mit Ausnahme des 14. Films) an die Firma Icestorm Entertainment, die alle Filme sowohl auf DVD als auch auf Blu-ray veröffentlichte. Genutzt wurden die restaurierten dänischen HD-Fassungen, aus denen, durch Kürzungen und Einbau des jeweiligen Vorspanns, die DEFA-Fassungen wiederhergestellt wurden. Als Bonus sind allerdings auch die dänischen Originalversionen auf den Disks enthalten, in denen bei einigen Filmen wenige Szenen ausschließlich im Originalton mit deutschem Untertitel enthalten sind. Sowohl in der geschnittenen als auch in der Originalfassung sind sowohl der deutsche Synchronton (DEFA) als auch das dänische Original auswählbar.
In Dänemark erschien die Serie ebenfalls auf VHS (2000), DVD (2003) und Blu-ray (2010) bei Nordisk-Film.

### Dänemark
- Poul-Ove Kühnel, Paul-Jørgen Budtz: Olsen Banden. Kopenhagen 1981.
- John Lindskog: Skidegodt, Egon! 30 år med Olsen Banden. Kopenhagen 1999, ISBN 87-15-10201-7.
- Per Thygesen Poulsen: Ledelse ifølge Olsen Banden. Jyllands-Postens Erhvervsbogklub, Viby J. 1999, ISBN 87-90605-78-0.
- Jens Andersen: Olsen-Bandens Jylland. Thisted 2006.
- Per Kuskner/Morten Grunwald: Min tid i gule sokker. Kopenhagen 2013, ISBN 978-87-7137-768-2
- Christian Monggaard: Olsen Banden. 2018, ISBN 978-87-970035-1-0

### Deutschland
- Frank Eberlein, Frank-Burkhard Habel: Die Olsenbande. Das große Buch für Fans. Schwarzkopf und Schwarzkopf, Berlin 1996, ISBN 3-89602-056-0; erweiterte Neuausgabe 2000, ISBN 3-89602-346-2.
- Frank Eberlein: Das große Lexikon der Olsenbande. Berlin 2001, ISBN 3-89602-361-6.
- Hauke Lange-Fuchs: „Ich habe einen Plaan!“ Lübeck 1997, ISBN 3-924214-48-4.
- Otto Frello: Die Olsenbande und ihr großer Coup. Holzhof, Dresden 2008, ISBN 978-3-939509-95-0.
- Jacob Wendt Jensen: Mächtig gewaltig, Egon – Die Biografie von Ove Sprogøe, Berlin 2012, ISBN 978-3-360-02135-9.
- Morten Grunwald: Meine Tage in gelben Socken, Schwarzkopf und Schwarzkopf, Berlin 2014, ISBN 978-3-86265-374-4
- Erik Balling: Gedächtnisbilder: Über ein Leben, die Olsenbande und all die anderen schöne Filme, Mosamax Verlag, Dresden 2016. ISBN 978-3-9817140-0-5

## Fernsehbeiträge
- Olsen-banden i Valby, DR, 1974 (Buch und Regie: Mette Lage und Erik Rasmussen; Länge: 30 Minuten; Erstausstrahlung: 4. Oktober 1974).
- En film bliver til … Olsen-banden (4 Teile), DR, 1974 (Buch und Regie: Niels Jensen und Helge Aamand; Länge: 4 × 25 Minuten; Erstausstrahlung: 28. Oktober bis 18. November 1974)
- Die Olsenbande läßt grüßen – Dem Gaunertrio auf der Spur, ORB, 1996 (Buch und Regie: Rolf Sakulowski; Länge: 60 Minuten; Erstausstrahlung: 7. April 1996).
- Olsen-bandens allersidste kup, TV 2, 1998 (Buch und Regie: Nikolaj Pors; Länge: 55 Minuten; Erstausstrahlung: 18. Dezember 1998).
  - Der Olsenbande-Dreh (gekürzte deutsche Fassung von Olsen-bandens allersidste kup; MDR; Erstausstrahlung: 13. November 1999).
- Damals war's – Legenden: 50 Jahre Olsenbande, MDR, 2018 (Buch und Regie: Franziska Kruse; Länge: 90 Minuten; Erstausstrahlung: 7. Oktober 2018).
- Olsen-banden for altid (2 Teile), TV 2, 2018 (Buch und Regie: Jes Schrøder; Länge: 2 × 60 Minuten; Erstausstrahlung: 11. und 14. Oktober 2018)